# Koningsmantel (kleding)

De Franse keizer Napoleon I kroont zijn keizerin Joséphine. Beiden dragen kroningsmantels.

Een kroningsmantel of koningsmantel (Duits: Krönungsmantel; Engels: coronation mantle; Frans: manteau du couronnement) is een mantel die wordt gedragen door een koning of koningin (tijdens zijn of haar kroning of inhuldiging). Soms worden de mantels slechts eenmaal gedragen maar het kwam ook voor dat een koning ze bij andere plechtigheden zoals het openen van een parlement gebruikte. Menig vorst liet zich ook op staatsieportretten vereeuwigen met zijn kroningsmantel.
Tussen de mantels van een keizer en een koning bestaat in principe geen verschil. De verschillende landen hebben hun eigen stijl en de vorm van de mantels is in de loop der eeuwen enigszins veranderd. De oudste mantels waren niet erg lang en zij werden niet met bont gevoerd. In de 18e eeuw zien we op portretten dat de mantels meer op elkaar gaan lijken. Men lijkt zich overal in Europa op het Franse voorbeeld te hebben gericht waardoor de met bont gevoerde en afgezette mantel met een lange sleep de standaard werd. Alleen de Duitse keizers bleven hun korte mantel uit de 12e eeuw tot aan het einde van hun rijk gebruiken.
Ook de niet gekroonde maar ingehuldigde Nederlandse koningen dragen een mantel naar Frans model. In Nederland kan men niet over een kroningsmantel spreken maar wordt het begrip "koningsmantel" gebruikt. België heeft nooit een kroningsmantel gekend. In veel andere Europese landen zijn wel kroningsmantels gebruikt en bewaard gebleven.

## Geschiedenis

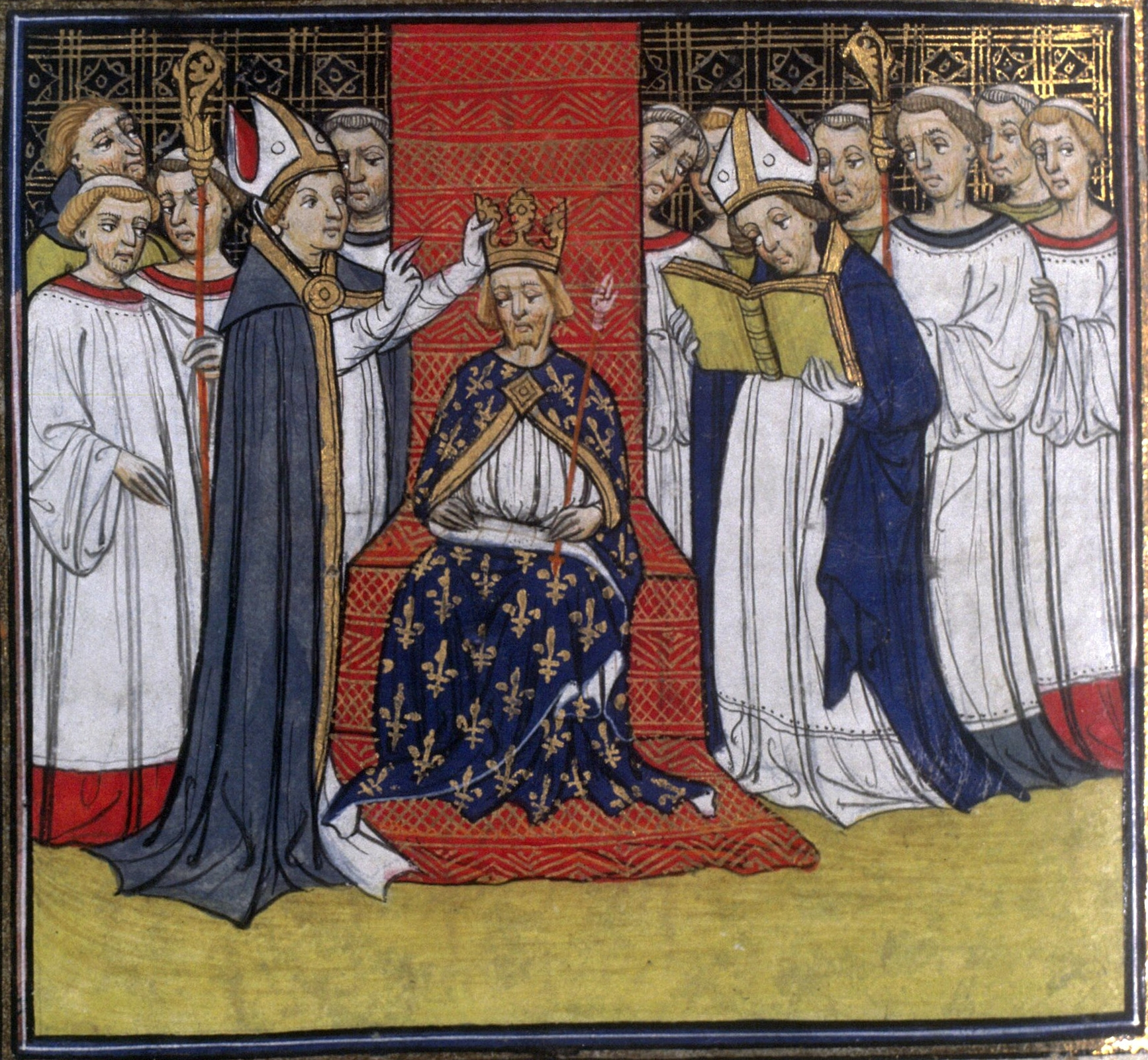
De kroning van Filips III van Frankrijk in 1270. De mantel is op deze zeer vroege afbeelding van een kroningsmantel kort en heeft nog geen zoom of voering van bont.

Al sinds de oudheid dragen vorsten imposante, vaak goudgeborduurde mantels. De mantel gaf de vorst meer statuur en deed hem te midden van de schitterend geklede hovelingen en geestelijken opvallen. In de oudste Europese mantels is de mantel van een bisschop te herkennen. Dat verwijst, net als het dragen van de dalmatiek die tot de paramenten van de diaken behoorde, naar de aanspraak van de vroeg-middeleeuwse vorsten op een sacrale, aan de kerkelijke hiërarchie verwante, positie buiten en boven de wereld van de leken. In het middeleeuwse Europa werd het gebruikelijk om de koninklijke mantel met bont - meestal het witte winterkleed van hermelijnen - te voeren. De kleur van de stof van de mantel verschilt. Meestal herinnert het purper aan de Romeinse keizers maar in Zweden is de mantel blauw en in Rusland geel.
Kleurstoffen waren tot de intrede van de synthetische kleurstoffen in de 19e eeuw erg duur. De grondstoffen werden verkregen uit planten of dieren en kwamen hierin slechts in kleine hoeveelheden voor. Het isoleren van sommige kleurstoffen was een lastig en tijdrovend proces. Voor één kroningsmantel waren wel 2.000.000 purperslakken uit het oostelijk Middellandse Zeegebied nodig.
De begrippen "koningsmantel" en "kroningsmantel" worden naast elkaar gebruikt. Men kan aan het precieze gebruik denken wanneer men tussen beide aanduidingen wil kiezen. Dergelijke mantels worden en werden in veel landen ook bij andere gelegenheden dan kroningen en inhuldigingen gebruikt, zoals bij het maken van staatsieportretten en bij begrafenissen. In dit laatste geval ligt de mantel over de kist gespreid. Beide mantels hebben verder gemeen dat zij door een koning of een soeverein én zijn vrouw gedragen worden.
Het dragen van bontgevoerde mantels die een adellijke en bestuurlijke rang aangaven was in het Heilige Roomse Rijk traditie maar alleen de koningen en de keizer werden ook gekroond. De hermelijnen mantels van de keurvorsten, hertogen en rijksgraven zijn dan ook geen kronings- of koningsmantels. Bij de opening van het Britse parlement dragen de "peers", de leden van het Hogerhuis, een fluwelen mantel met stroken bont waarmee op de buitenzijde hun adellijke rang is aangegeven. Het is het laatste restant van de Europese traditie van ceremoniële mantels. Het is niet bekend of de Britse edelen en hun echtgenotes bij de volgende kroning de daarvoor voorgeschreven mantels zullen dragen. Deze zijn nog kostbaarder dan de mantels die bij de opening van het parlement worden gedragen.

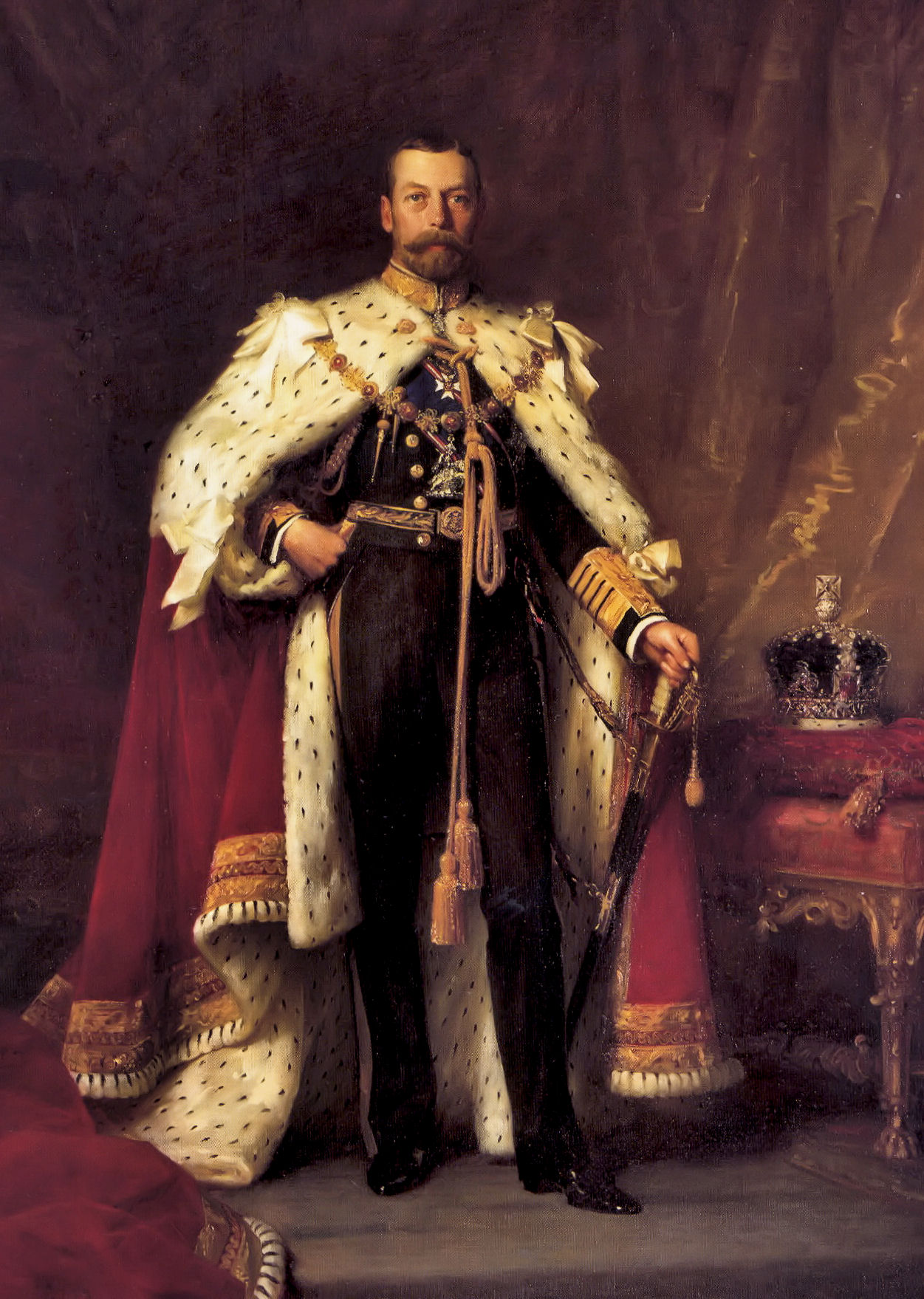
De mantel van de in 1910 gekroonde George V van het Verenigd Koninkrijk laat het eindpunt van de eeuwenlange ontwikkeling van de kroningsmantels zien.

De oudste bekende kroningsmantel is waarschijnlijk in de late 19e eeuw teruggevonden in een Merovingisch koningsgraf in Noord-Frankrijk. In de sarcofaag lagen talloze gouden bijen. De kleding was vergaan maar de bijen waren waarschijnlijk als versiering aan de mantel bevestigd geweest. Omdat de archeologie nog in de kinderschoenen stond, is de vondst helaas slecht gedocumenteerd en geconserveerd.
Mantels hebben bij plechtigheden van de staat lange tijd een belangrijke rol gespeeld. Niet alleen de koningen en keizers droegen bij plechtigheden mantels. In Frankrijk en Duitsland droegen de belangrijke edelen zoals keurvorsten en hertogen eveneens met bont gevoerde mantels. In het Verenigd Koninkrijk dragen naast de "peers" ook de hoge edellieden en de hoogste rechters bij kroningen en openingen van het parlement ook nu nog bontgevoerde mantels. Deze mantels zijn uiteraard geen konings- noch kroningsmantels omdat de bezitter geen koning is en evenmin werd gekroond.
Koningen werden eeuwenlang gekroond in religieuze plechtigheden. Hierbij werden zij ook in bijzondere gewaden en kleding gehuld. De dalmatiek en de mantel herinnerden aan de vroege middeleeuwen toen de koningen en vooral de Roomse (Duitse) keizers zich als sacrale gezagsdragers zagen en elementen uit de bisschopswijding deel uitmaakten van de kroning.
De mantels zelf speelden geen grote rol. De nadruk viel vaak op de kroon. Soms werd er voor iedere kroning een nieuwe kroon gemaakt maar er zijn ook landen waar de kroon verondersteld werd te zijn gedragen door een heilige voorganger. De kronen dragen ook religieuze symbolen zoals kruisen en portretten van heiligen die bij de meer profane mantels ontbreken.
Een vast onderdeel van de kroningsplechtigheden is dat men bijzondere kleding aantrekt vóórdat de kroon op het hoofd wordt geplaatst. Men legde de dalmatiek en de mantel om voordat men die bijzondere wijding onderging. Daar waar koningen werden gezalfd ging ook de zalving aan het omhangen van de kroningsmantel vooraf.
De Oranjes droegen als regerende Duitse graven van Nassau wel kostbare mantels, maar aan de functie van stadhouder was geen mantel verbonden. Pas toen een Oranje staatshoofd van Nederland werd, werd ook een koningsmantel vervaardigd. De Belgische koningen bezitten geen kroon en ook geen koningsmantel.
De rijke traditie van de koningsmantel of kroningsmantel is nu vrijwel tot een einde gekomen. In Europa dragen alleen de Britse en Nederlandse monarchen hun mantel nog. Ook de monarchen van het Polynesische koninkrijk Tonga dragen bij hun kroning nog altijd een mantel naar Europees model.
De oudste koningsmantels waren steeds vierkant, ze symboliseerden de vier windrichtingen waarover geregeerd werd. Deze traditie is later verloren gegaan ten voordele van een langwerpige mantel met een sleep die door anderen gedragen moet worden.

## Terminologie: kroningsmantel, koningsmantel en pronkmantel

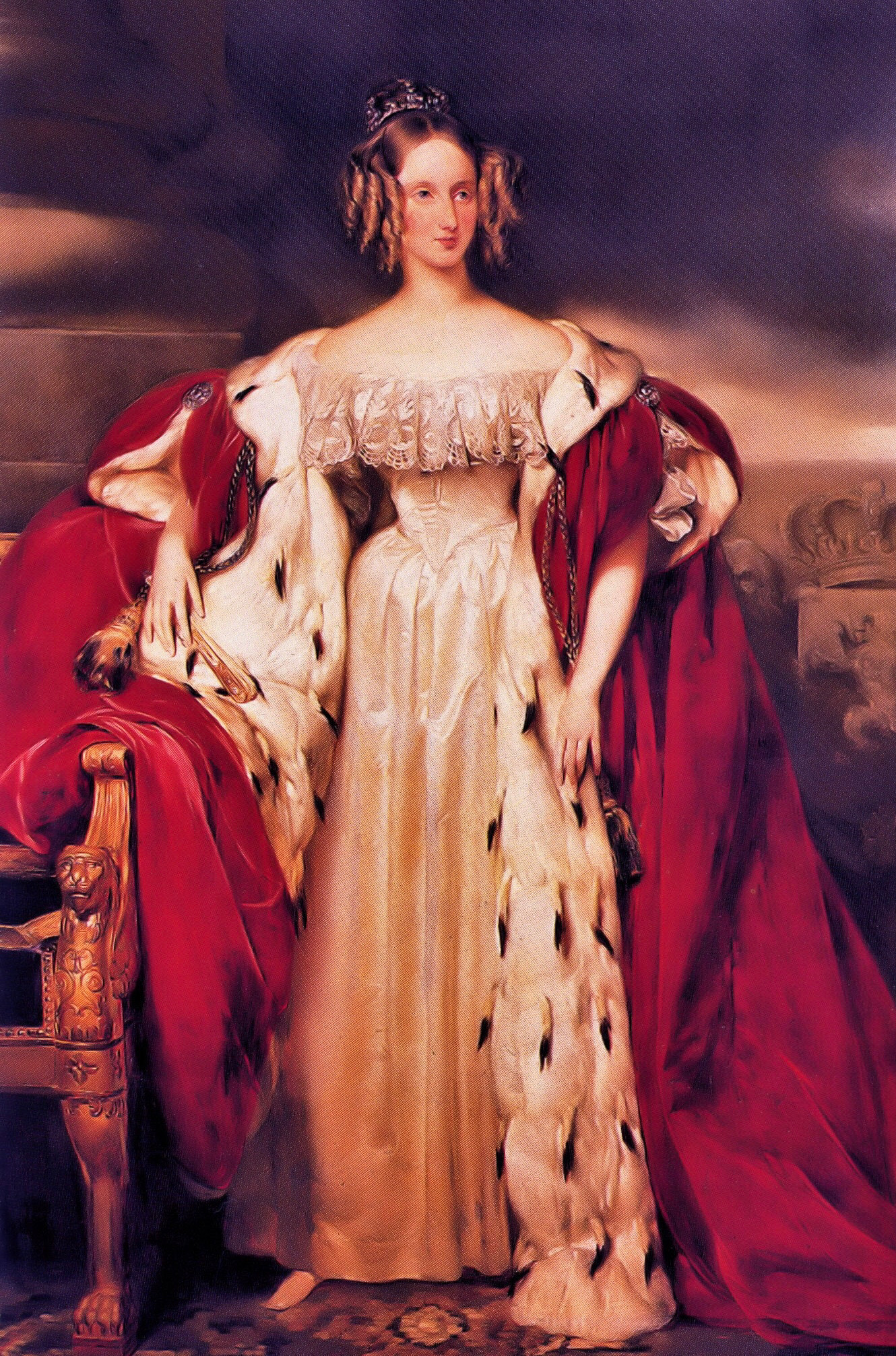
Louise van Orléans, eerste Koningin der Belgen.

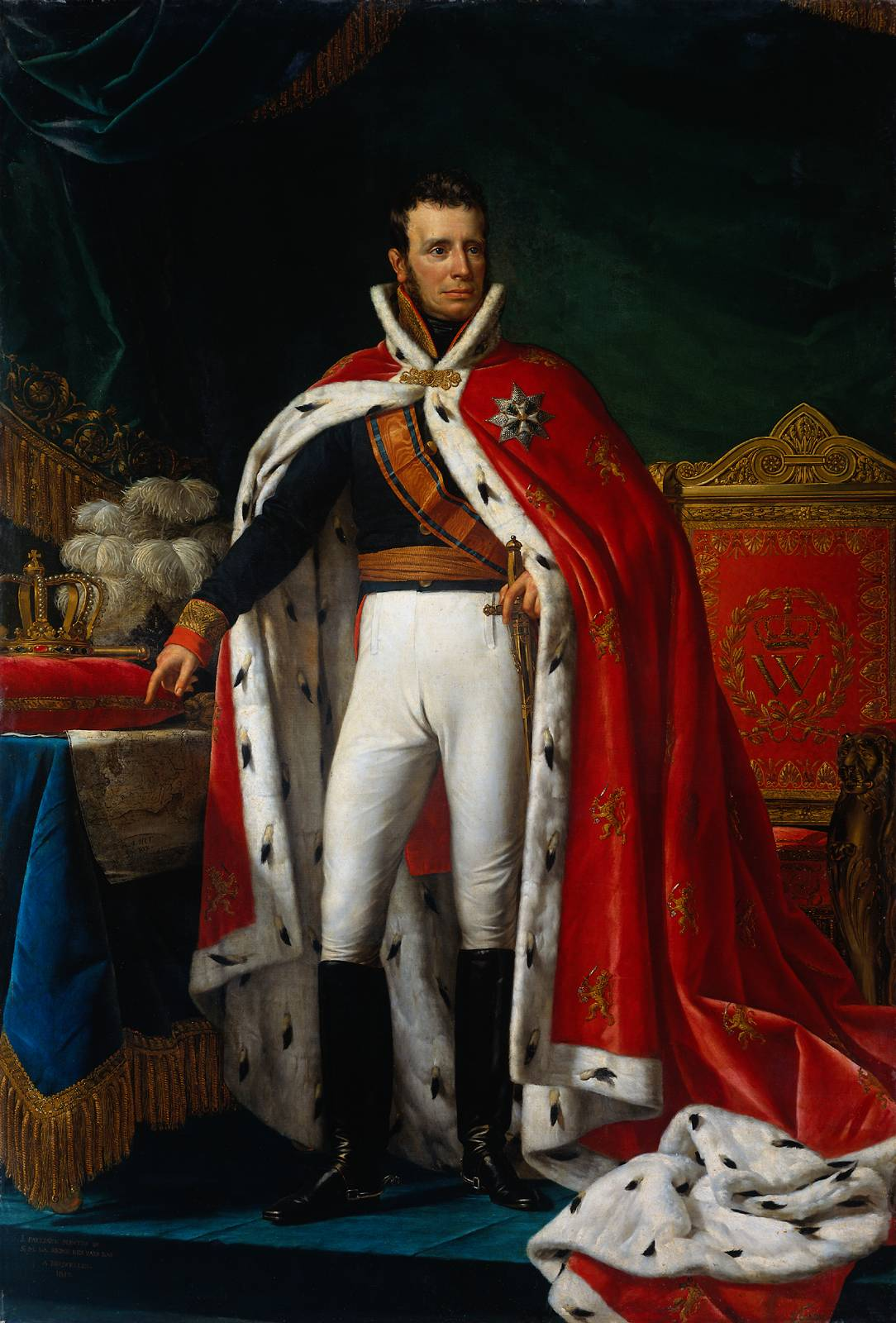
Willem I in koningsmantel.

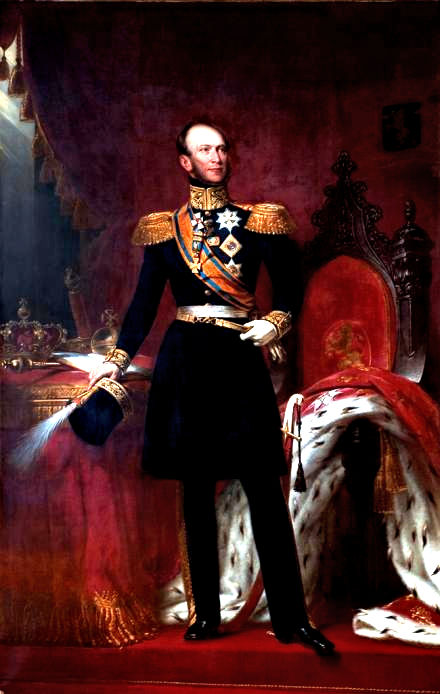
Willem II met koningsmantel.

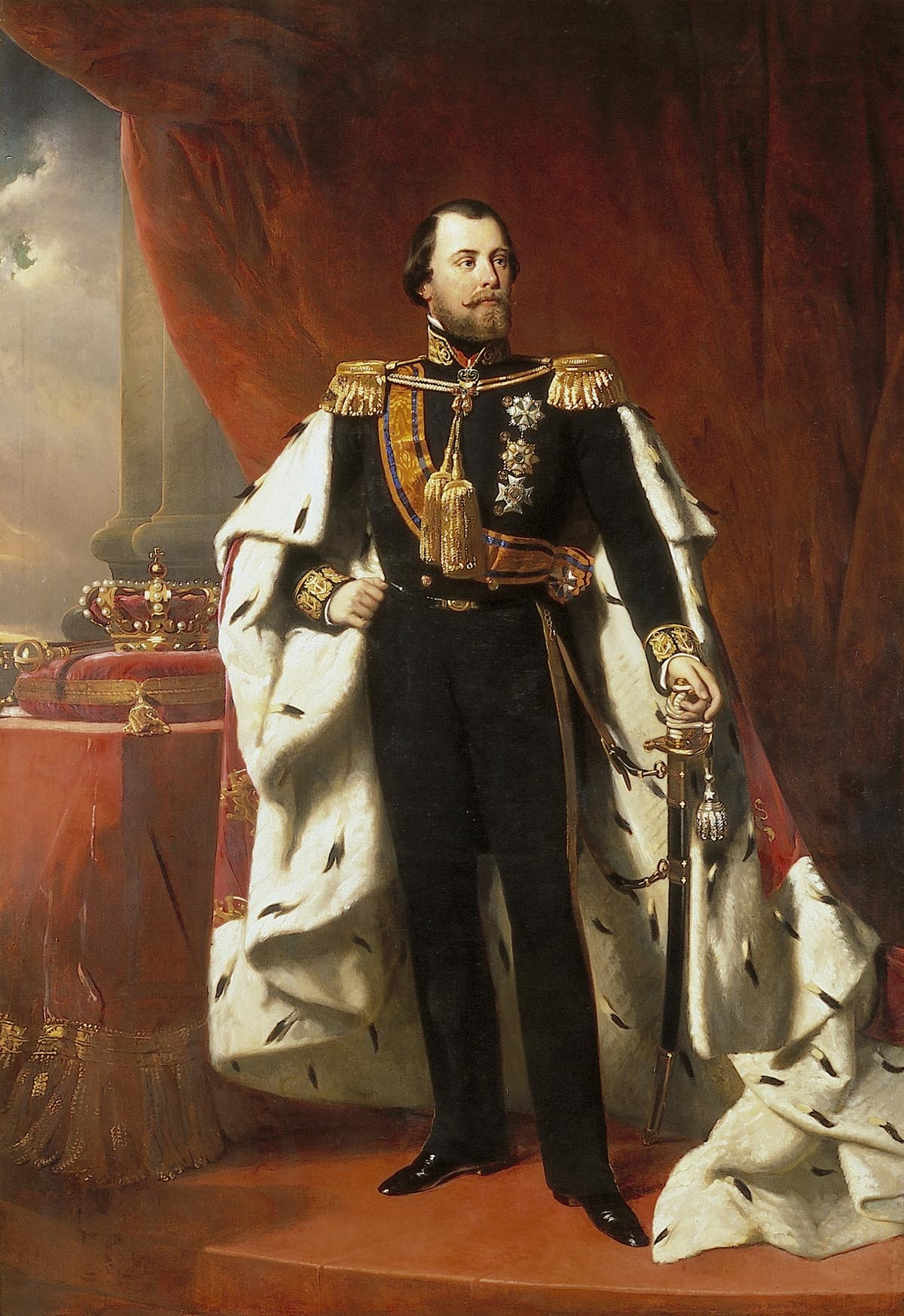
Willem III in koningsmantel.

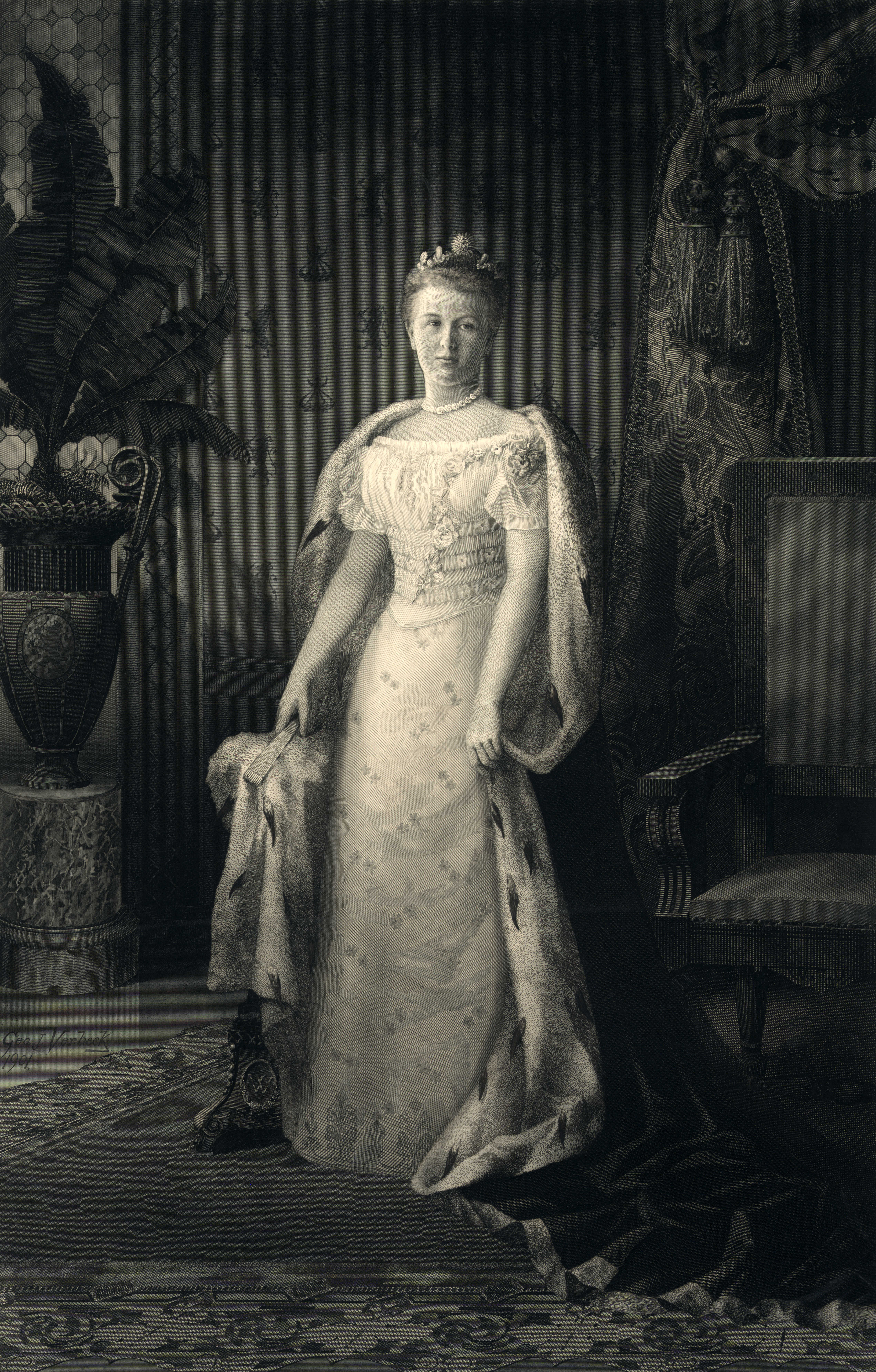
Wilhelmina met koningsmantel.

Naast kronings- en koningsmantels bestaan er ook nog pronkmantels. De koningen, maar ook de kleinere potentaten, men kan denken aan de vele Duitse vorsten zoals de groothertogen van Mecklenburg-Schwerin en Hessen, gebruikten ook vaak pronkmantels. Deze pronkmantels kregen het model van de koningsmantels maar hebben in het protocol van de hoven een andere rol gespeeld. Zij konden op ontvangsten en plechtigheden worden gedragen en herinnerden met hun hermelijn en fluweel aan de koninklijke, of vorstelijke, status van de drager. Ook koninginnen van koninkrijken waarvan de koning niet werd gekroond en soms ook geen koningsmantel bezat, worden wel met dergelijke kostbare mantels afgebeeld.
De uitvoering van deze mantels is minder kostbaar dan die van de kroningsmantels. Vaak ontbreken de voor kroningsmantels kenmerkende palmetten en versieringen van gouddraad.
De Belgische koningen werden niet gekroond en legden in generaalsuniform hun eed af. Ten minste een van de koninginnen, Louise Marie van Orléans eerste koningin der Belgen, is in een hermelijnen mantel afgebeeld.
Deze is niet met gouddraad geborduurd en kan tot de pronkmantels worden gerekend. Haar opvolgsters werden op schilderijen slechts met een mantel op de achtergrond afgebeeld.

## De koningsmantel in Nederland
De koningsmantel van Nederland is een rode fluwelen mantel die gedragen wordt door de koning der Nederlanden bij zijn inhuldiging. De mantel is afgezet en gevoerd met wit hermelijn en er zijn 83 met gouddraad geborduurde Nederlandse leeuwen op de mantel aangebracht.
Omdat de Nederlandse koningen niet worden gekroond maar worden ingehuldigd, lijkt het juister om van een koningsmantel dan van kroningsmantel te spreken.
In de heraldiek speelt de koningsmantel geen rol; het Nederlandse rijkswapen, dat gelijk is aan het wapen van de koning, wordt niet door de koningsmantel maar door een daar sterk op lijkende omhooggebonden en met hermelijn gevoerde wapenmantel omhuld.

### De mantels van Willem I

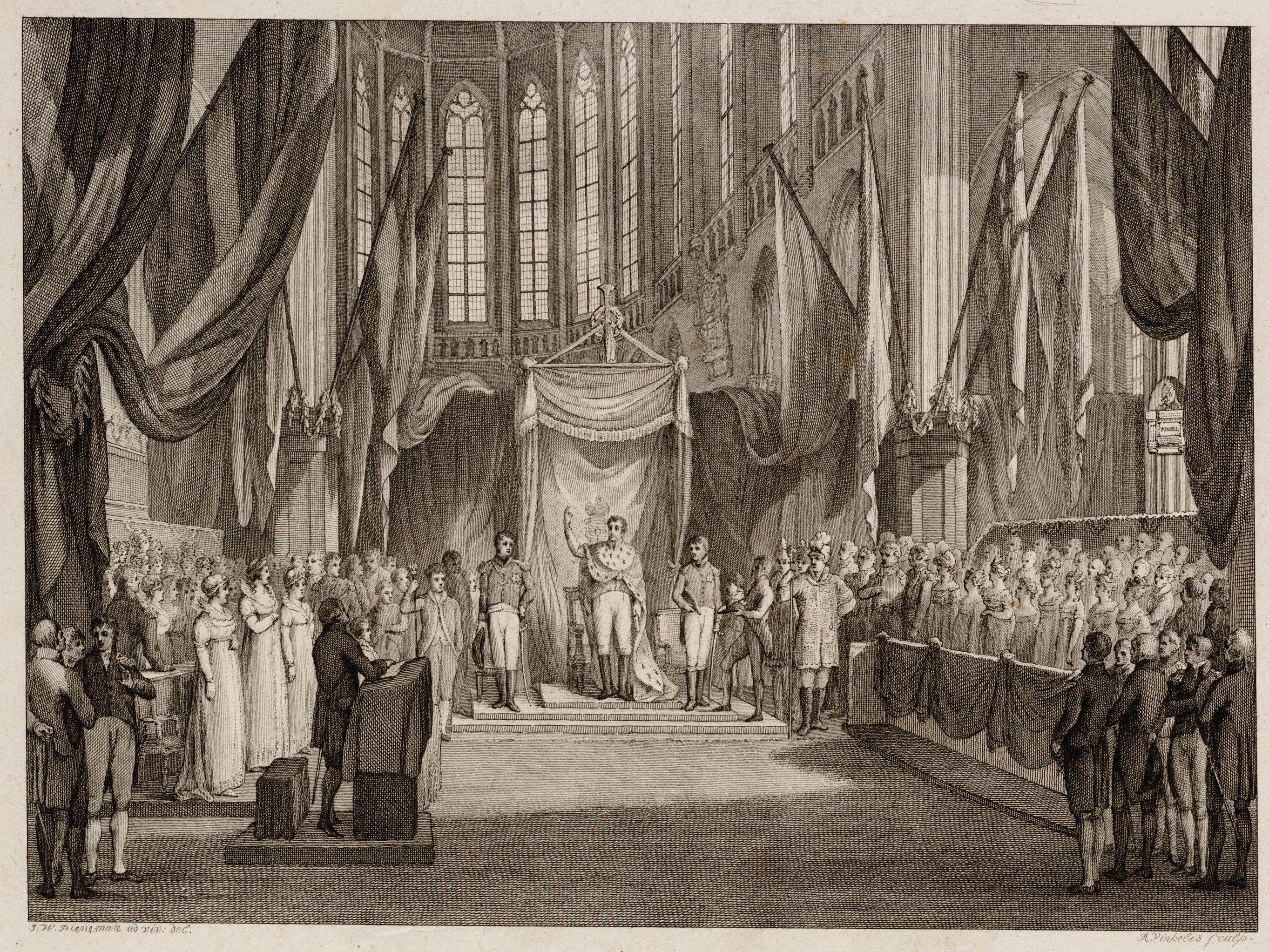
De inhuldiging van koning Willem I als soeverein vorst in de Nieuwe Kerk te Amsterdam

Op 30 maart 1814 droeg Willem Frederik, prins van Oranje, in Amsterdam bij zijn inhuldiging als soeverein vorst een vrij korte mantel met aan de voorzijde een brede strook wit bont. Bij zijn inhuldiging als koning der Nederlanden droeg diezelfde Willem I in Brussel op 21 september 1815 een veel grotere roodfluwelen mantel van een heel ander model. Deze koningsmantel was voorzien van een opvallend opstaand boord. Om de mantel vast te houden werd een juwelen gesp gebruikt. Op andere portretten lijkt er een knoop aan de binnenzijde van de mantel te zijn gebruikt.
Over de eerste mantel van de soeverein vorst is niets nader bekend. We kennen de kleur niet en afgezien van de bewaard gebleven rekeningen van de juweliers die de regalia leverden zijn er weinig stukken overgeleverd. Omdat een purperen of rode mantel en het hermelijn beide kwetsbaar zijn en snel verouderen lijkt het onwaarschijnlijk dat de soevereine vorst een mantel uit de collectie van de laatste stadhouder zou kunnen hebben gebruikt.
De tweede mantel die bij de inhuldiging in Brussel werd gebruikt kan een vermaakt exemplaar zijn, maar het kan ook om een gloednieuwe mantel zijn gegaan. Waarom de mantel waarmee de eerste Koning der Nederlanden in latere jaren werd afgebeeld niet langer een opstaande kraag had is onbekend. Misschien heeft men de mantel vermaakt toen de mode of de smaak van de koning veranderden. Zeker is dat de geappliqueerde gouden leeuwen van de mantel van Willem I ook door latere koningen en koninginnen zijn gebruikt.
De koningsmantel werd door Willem I en zijn opvolgers op de Nederlandse troon veel gebruikt bij het poseren voor staatsieportretten.

### De mantel van Willem II
Koning Willem II droeg bij zijn inhuldiging in 1840 een sterk aangepaste koningsmantel. Het opstaande boord was weggenomen. Het is niet helemaal duidelijk of het dezelfde mantel betrof die ook zijn vader 25 jaar eerder droeg maar de geappliqueerde leeuwen van gouddraad lijken hergebruikt te zijn. De mantel van Willem II was meer vierkant gesneden en werd met gouden koorden aan de epauletten van de koning vastgemaakt.
De koning was atletisch en breedgeschouderd en voor die tijd opvallend fors. De kleermakers hebben daarom voor een mantel gekozen die de koning zeer flatteerde.
Om de kraag van de mantel was nu een brede pelerine (een korte schoudermantel) van hermelijn aangebracht die alleen aan de bovenzijde, bij de hals, was vastgezet. Op de rechterzijde was een opvallend grote zilveren ster van de Militaire Willems-Orde vastgespeld. Deze ster is bij de volgende inhuldigingen niet meer gedragen. De opvolgers van Willem II waren dan ook niet gedecoreerd met de MWO, maar werden als koning ambtshalve grootmeester van die ridderorde.

### De mantel van Willem III
Koning Willem III droeg dezelfde mantel bij zijn inhuldiging in 1849. Willem III heeft er niets aan laten veranderen.

### De mantel van Wilhelmina
Voor koningin Wilhelmina werd de mantel weer versteld. Bij haar inhuldiging in 1898 was de koningsmantel ronder, minder stoer en minder militair van vorm. De vorm was aangepast aan de frêle schouders van de pas 18-jarige koningin. De pelerine benadrukte ook de vrouwengestalte en paste in het modebeeld van de laatste jaren van de 19e eeuw. Pelerines van bont of haakwerk werden in die tijd veel gedragen.

### De mantel van Juliana
Pas vijftig jaar later, bij koningin Juliana's inhuldiging zou de koningsmantel weer worden gebruikt. In 1948 werd hij daartoe in de ijzeren kist waarin de mantel al die tijd bewaard was, naar het atelier van prinses Juliana's kleermaker, de Zwitserse couturier Erwin Dolder in het Paleis op de Dam gebracht. Erwin Dolder moest tot zijn schrik vaststellen dat de historische mantel zó slecht was bewaard gebleven dat de koningin hem niet meer kon dragen. De stof had zijn kleur verloren en het bont was grotendeels kaal en verkleurd. Zonder met de koningin te overleggen bestelde Dolder in Zwitserland nieuw rood fluweel en bont. De 83 leeuwen, die op een katoenen ondergrond waren geborduurd, bracht hij van de oude naar de nieuwe mantel over.
Twee andere aanpassingen aan de koningsmantel waren het afronden van de hoeken van de pelerine en het vastzetten van deze bontkraag aan de voorkant van de mantel. Opdat de erg zenuwachtige koningin zich over de mantel geen zorgen hoefde te maken was er een constructie bedacht waardoor deze, zonder sluiting, ook bij het opheffen van de arm bij de eedaflegging vast op Juliana's schouders zou rusten.
Pas vlak voor de inhuldiging werd Juliana verteld dat zij een vrijwel nieuwe mantel zou dragen. De koningin, die besefte dat dit afbreuk aan het historische karakter van de plechtigheid zou doen, liet geheimhouden dat de mantel was vernieuwd. Pas in 1999 werd algemeen bekend dat Juliana een nieuwe mantel gedragen had. De restanten van de oude mantel werden door Erwin Dolder mee naar Bazel genomen en daar als een grappig rood jasje afgedragen.

### De mantel van Beatrix
Ook in 1980 bleek de koningsmantel weer in zeer slechte staat te zijn. Theresia Vreugdenhil, de vaste couturier van prinses Beatrix kreeg zes maanden voor haar inhuldiging een ijzeren kist met een om een staaf gerolde koningsmantel. Door deze onbeholpen bewaarmethode was het fluweel gekreukt en het bont sterk verkleurd doordat het rode fluweel zijn kleur had afgegeven.
Het fluweel kon worden geperst maar het bont moest wederom grotendeels worden vernieuwd. Er kwam een nieuwe pelerine van hermelijn en in de voering werden enige stukken uit een oud hermelijnen jasje van een van mevrouw Vreugdenhils klanten gezet. Op deze wijze zou er geen kleurverschil zichtbaar zijn. Verder werd er aan het model niets veranderd, twee schouderstukken zorgden ervoor dat de mantel stevig om de koninklijke schouders zat.
Tot 27 juli 1963 waren de beide kronen, de scepter, de rijksappel, het rijkszwaard en de op zijde geverfde koninklijke standaard privébezit van de koning. Koningin Juliana droeg deze symbolen van haar regering samen met de fluwelen en hermelijnen koningsmantel over aan de "Stichting Regalia van het Huis Oranje-Nassau". De koningsmantel wordt bewaard in het koninklijk huisarchief. De mantel is uitgehangen in een doorzichtig plastic hoes in een van de rekken voor de schilderijen die aldaar bewaard worden. Bij de mantel zit een klein zakje met reserve staartpuntjes.
Hermelijn is een bontsoort die niet bijzonder sterk is. Het bont verliest na preparatie al snel haren.

### De mantel van Willem-Alexander
Op 30 april 2013 werd de koningsmantel ook door Willem-Alexander der Nederlanden gedragen.

## De Boheemse kroningsmantel
Ook in Praag wordt een kroningsmantel bewaard. Deze mantel stamt uit het begin van de 16e eeuw en is in 1617 door keizer Ferdinand II, koning van Bohemen, bij zijn kroning in Praag gedragen. In 1836 droeg de Oostenrijkse keizer Ferdinand I de mantel bij zijn kroning maar daarna is deze mantel niet meer gebruikt. De twee laatste Oostenrijkse keizers, zij waren ook koningen van Bohemen, hebben zich immers niet in Praag laten kronen.
De met hermelijn afgezette mantel is van gouddraad en heeft een ingeweven leliemotief. De mantel is meer dan drie meter breed en heeft een lange sleep.

## De Beierse kroningsmantel

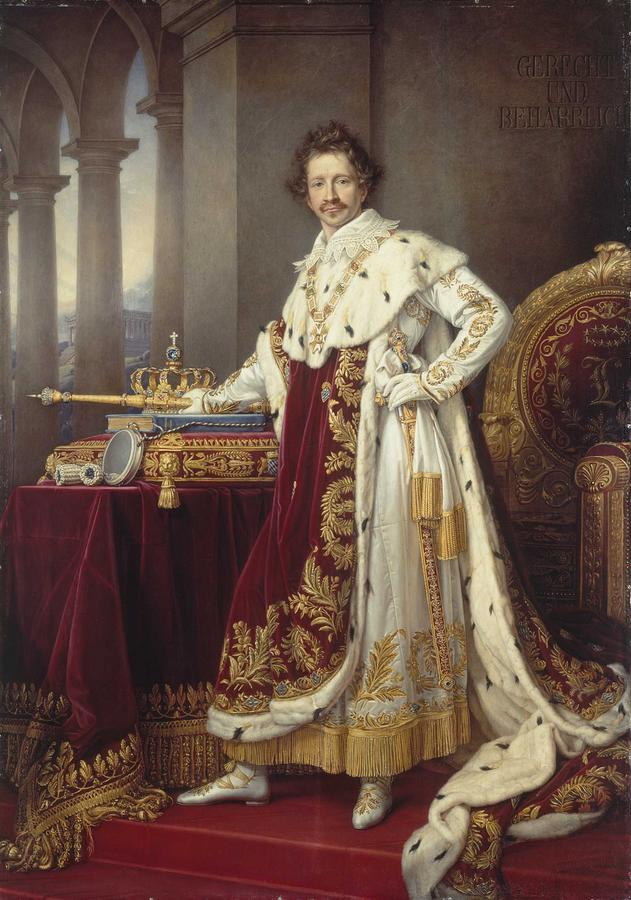
Lodewijk I, koning van Beieren

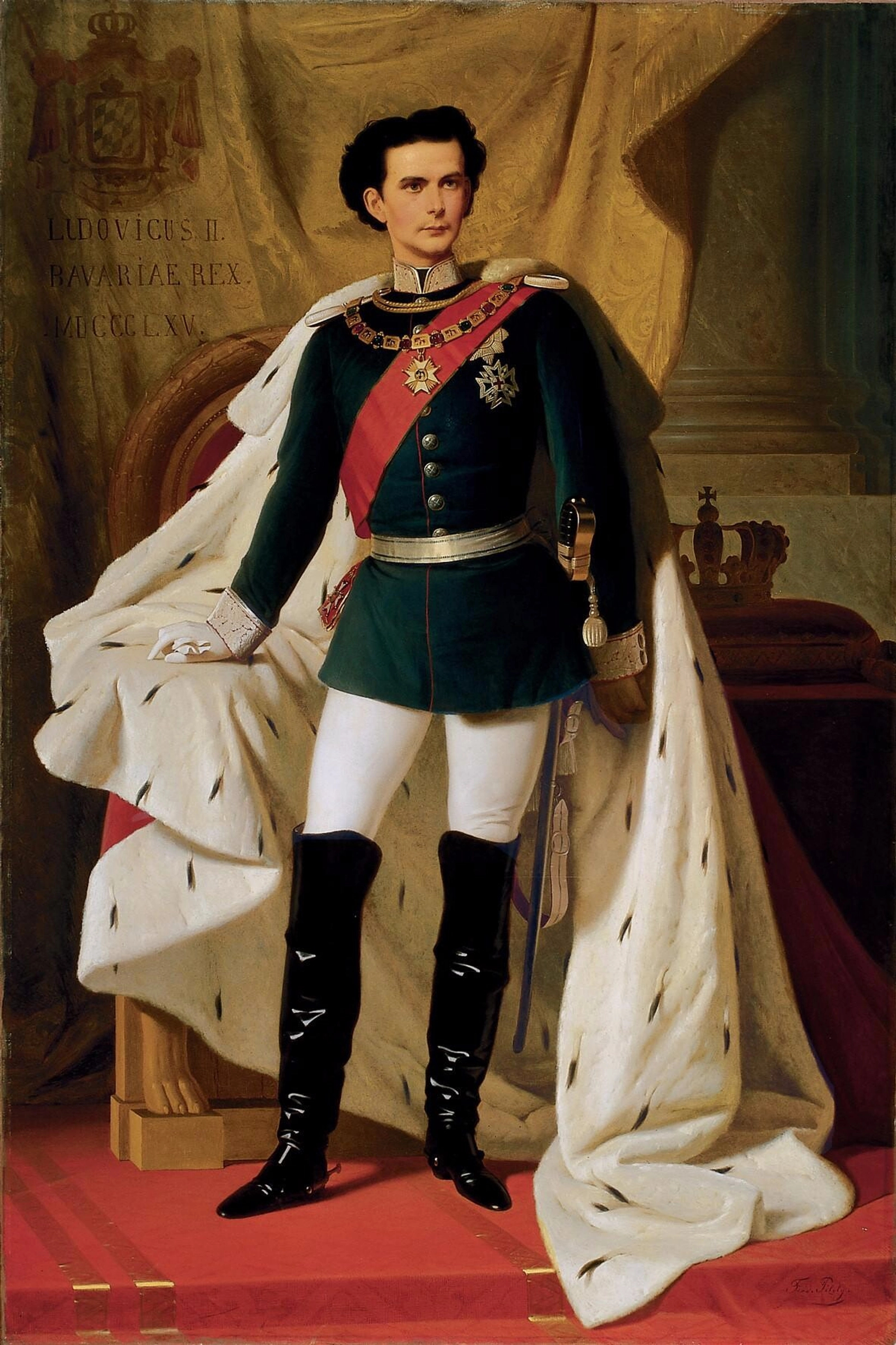
Lodewijk II, koning van Beieren. Uit het portret is niet op te maken of dit de hermelijnen mantel van zijn overgrootvader was.

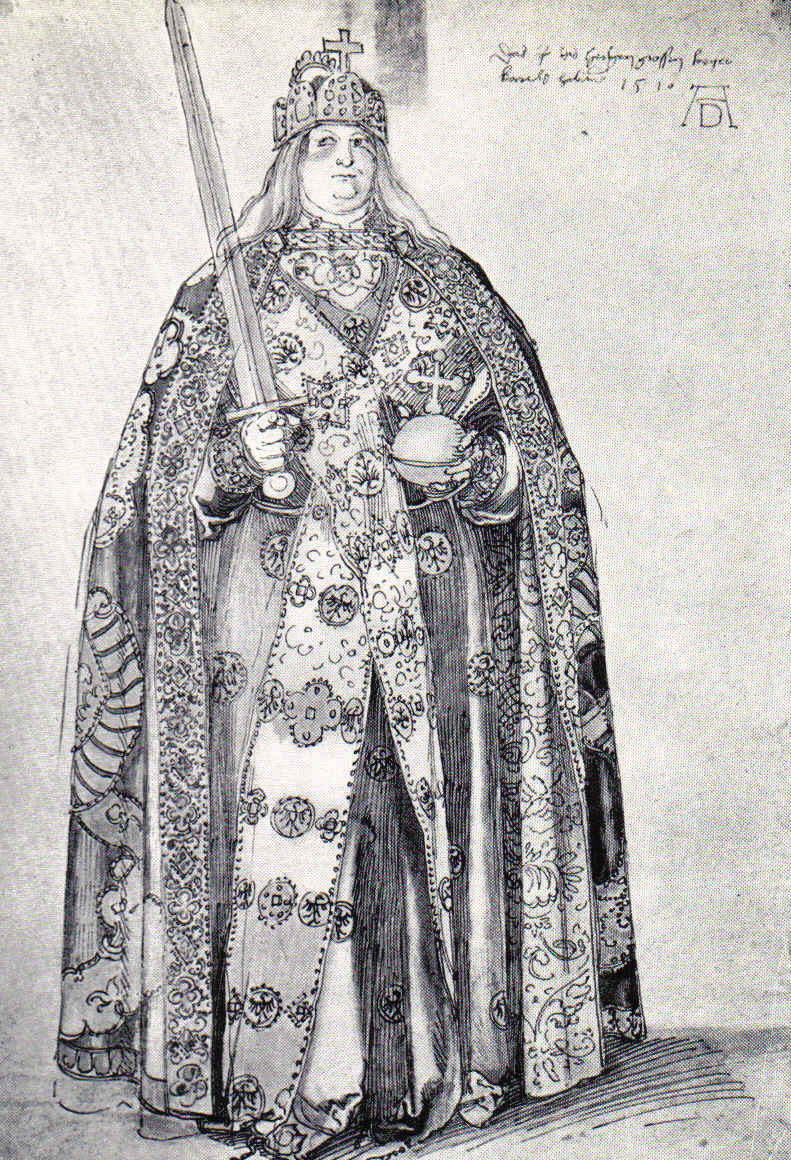
Een fantasieportret van keizer Karel de Grote door de Neurenberger Albrecht Dürer.

De mantel die de door Napoleon I in het zadel geholpen Beierse koning Maximiliaan I Jozef bij zijn kroning wilde dragen werd in 1806 bij Blanchon Cortet in Lyon, centrum van de zijde-industrie, besteld. De mantels, er werd ook voor de koningin een mantel vervaardigd, zijn vier meter lang en drie meter breed.
De roodzijden mantel, het fluweel is van zijde geweven, is een kopie van die van Napoleon I en even zwaar. De kleine Napoleon was bijna onder de last van zoveel bont en hermelijn bezweken maar voor de nieuwe Beierse monarchie moest een spectaculair symbool, hoe onpraktisch die ook mocht zijn, van koningschap worden vervaardigd.
De Beierse regering schrok van de hoge rekening die 34.600 livres of 15.858 gulden en 20 kreuzer bedroeg. Men verzette zich in het ministerie tegen de aanschaf van hermelijn voor de voering omdat "der Bedarf dieses kostbahren und leicht verderbenden Pelzes nicht auf gegenwärtigen Zeitpunkt bestimmt gleich erforderlich sei" ("De behoefte aan dit kostbare en
kwetsbare pelswerk op dit moment niet dringend is"). De koning en zijn premier, graaf Montgelas, stonden op een detaillering die "recht deed aan de koninklijke waardigheid" en in 1810 leverde de bontwerker van het Beierse hof, Anton Schuster, de gevoerde en gezoomde kroningsmantel aan het paleis. Hoewel ook de kostbare kronen, scepters, zwaard en andere regalia nu gereed waren werd de kroning zelf nooit uitgevoerd. Er zijn wel portretten van de Beierse koningen in hun kronings- of koningsmantels.
De mantel is door alle Beierse koningen gebruikt. Zij werd niet werkelijk gedragen, er zijn geen kroningen geweest, maar gebruikt op portretten of op een troonzetel gedrapeerd. Misschien hebben de koningen wel met de mantel geposeerd maar daarvan zijn geen bewijzen voorhanden.
Na de val van de Beierse monarchie werd de mantel van de koning, zonder het hermelijn, dat lijkt verloren te zijn gegaan, in het König Ludwig II-museum in het Slot Herrenchiemsee tentoongesteld. De koninginnenmantel bevindt zich in depot en werd in 2007 voor het eerst korte tijd tentoongesteld.
Maximiliaan I Jozef werd in 1822 door zijn hofschilder Joseph Stieler afgebeeld in de kroningsmantel met schitterende accessoires zoals een met goud geborduurde witte zijden dalmatiek, sjerp, schoenen, kousen en handschoenen. Van al deze pracht is, behalve het fluweel van de mantel, niets bewaard gebleven.
Koning Lodewijk II van Beieren liet voor zijn, niet gerealiseerde, verloving met Sophie in Beieren ook twee "Prunkmäntel" maken. Dergelijke pronkmantels hebben het model van koningsmantels maar hebben in het protocol van de hoven een andere rol gespeeld. Zij konden op ontvangsten worden gedragen en verwezen met hun hermelijn en fluweel aan de koninklijke, of vorstelijke, status van de drager.
De Beierse prins Otto heeft een koningsmantel bezeten die niet voor een kroning is gebruikt. De mantel werd na de abdicatie van de eerste Griekse vorst weer mee naar Beieren genomen en is verloren gegaan. Het hermelijn dat Lodewijk II in de baldakijn boven zijn troon in zijn kasteeltje Linderhof liet verwerken is waarschijnlijk afkomstig uit deze Griekse koningsmantel.

## De Duitse kroningsmantel
De purpergeverfde zijden kroningsmantel, ook pluviale genoemd, van de keizers van het Heilige Roomse Rijk is al zeer oud en stamt uit een Siciliaans atelier. Men dateert de vervaardiging van deze mantel in de 12e eeuw. Hij werd sinds de regering van Frederik II door veel keizers gedragen. Op de zoom staat een geborduurde Arabische gelukwens met de datering "in het jaar 528 van de Hadj". Dit suggereert dat de meer dan drie meter brede en door gouddraad en meer dan 100.000 parels en emailplaatjes elf kilo zware mantel in 1133 werd gestikt.
De mantel herinnert aan de korte periode dat de culturen van de Normandiërs, de Duitsers, de moslims en de Byzantijnen op Sicilië naast elkaar bestonden: de zogenaamde Arabisch-Normandische cultuur, waarin kunsten en wetenschap bloeiden.
Hoe de mantel in Duitsland terechtkwam is onzeker. De mantel wordt in 1246 voor het eerst in een Duitse oorkonde vermeld. Evenmin is bekend welke koning of keizer de mantel voor het eerst droeg. Het is misschien de koningsmantel van de koningen van Sicilië geweest. Bij de kroning van Karel IV in 1350 werd deze mantel in ieder geval gedragen en heet het "de mantel van de Heilige Karel" (bedoeld is Karel de Grote) te zijn.
De voering is aantoonbaar van recentere datum. In 1520 besloot de Gemeenteraad van Neurenberg - hij was met het bewaren van de regalia belast - om de oude en versleten voering te vervangen. Voor de kroning van keizer Karel V werd door de clarissen in een Neurenbergs klooster een met goud- en zilverdraad doorweven damasten voering in de mantel genaaid.

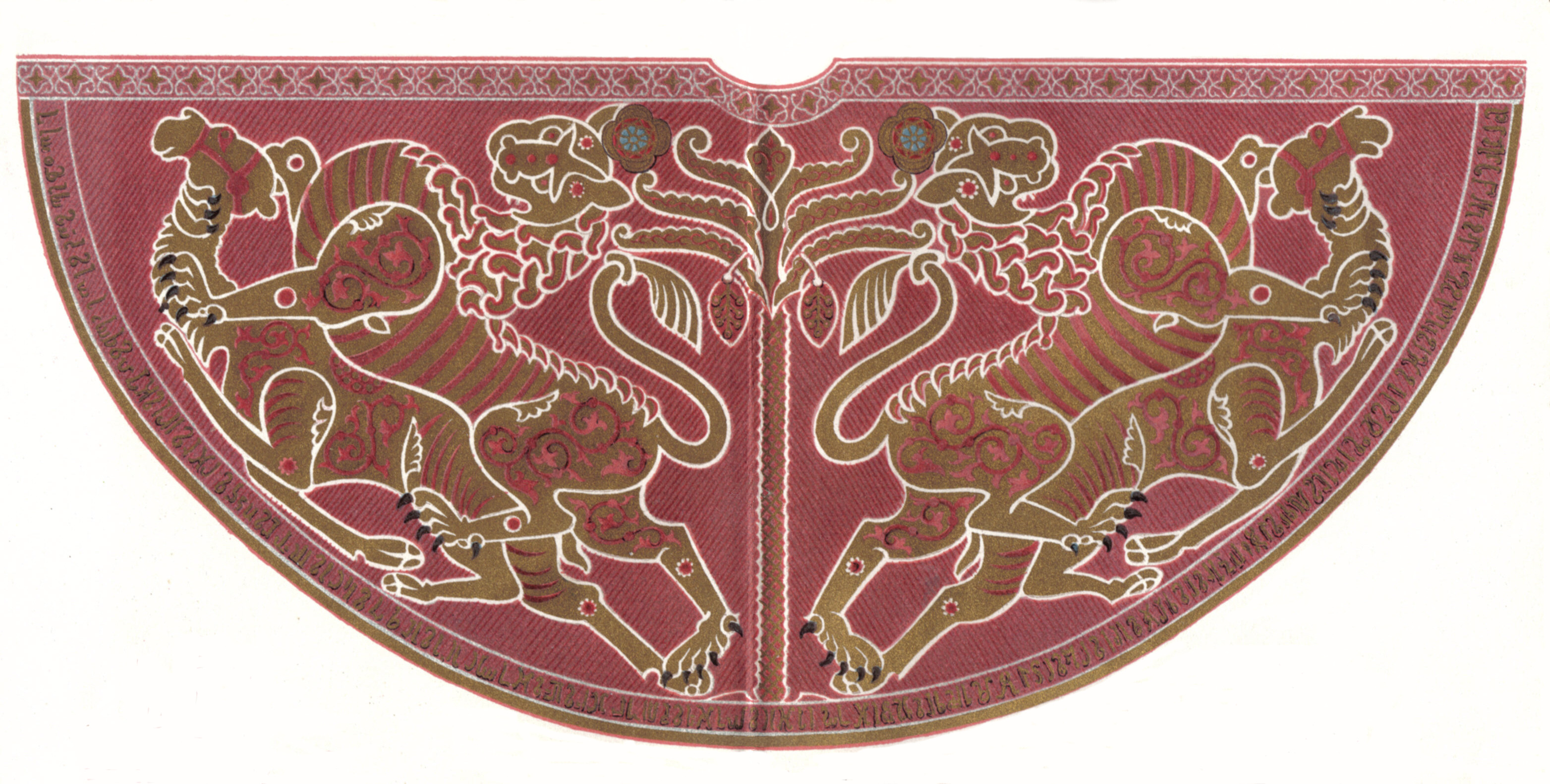
De kroningsmantel van de Duitse keizers in "Meyers Konversationslexikon" van 1893.

Een deel van de oude goudkleurige zijden voering met opvallende draken, bloemen, mensen en vogels is onder de nieuwe voering bewaard gebleven. Ook het gouden brokaat langs de rand is nog origineel.
De mantel werd in de kroningsrituelen gebruikt voor de investituur. Dit Latijnse woord betekent "kleden" en wordt gebruikt voor een plechtige ambtsaanvaarding. Dat de keizer net als een geestelijke plechtig in een mantel werd gehuld duidde aan dat hij nu tot de geestelijke stand behoorde en een sacrale figuur werd. De kerk had de keizers dan wel buiten de kring van de priesters gesloten maar de aanspraken van de keizers op een bijzondere positie bleven bestaan.
Pas nadat de keizer de mantel had omgeslagen werd hij gekroond en werden hem het rijkszwaard en de scepter overhandigd.
In 1764 werd voor de kroning van Jozef II tot rooms-koning (beoogd opvolger van de keizer) een tweede mantel vervaardigd die een kopie is van de 12e-eeuwse mantel. Zo konden vader en zoon beiden een kroningsmantel dragen. In 1796 werd de mantel met de verdere regalia naar Wenen overgebracht. De mantel wordt daar, met een korte onderbreking van 1938 tot 1946 toen Adolf Hitler de symbolisch belangrijke regalia in zijn "Hoofdstad der Partij" Neurenberg liet bewaren, in de Hofburg bewaard.
Het nieuwe keizerrijk Oostenrijk liet een nieuwe kroningsmantel maken en de oude mantels zijn niet meer gebruikt. De drie keizers van het "Tweede Rijk", het Duitse keizerrijk dat van 1871 tot 1918 bestond, waren koningen van Pruisen en zij droegen geen keizerlijke mantel.

## De Engelse en Britse kroningsmantels

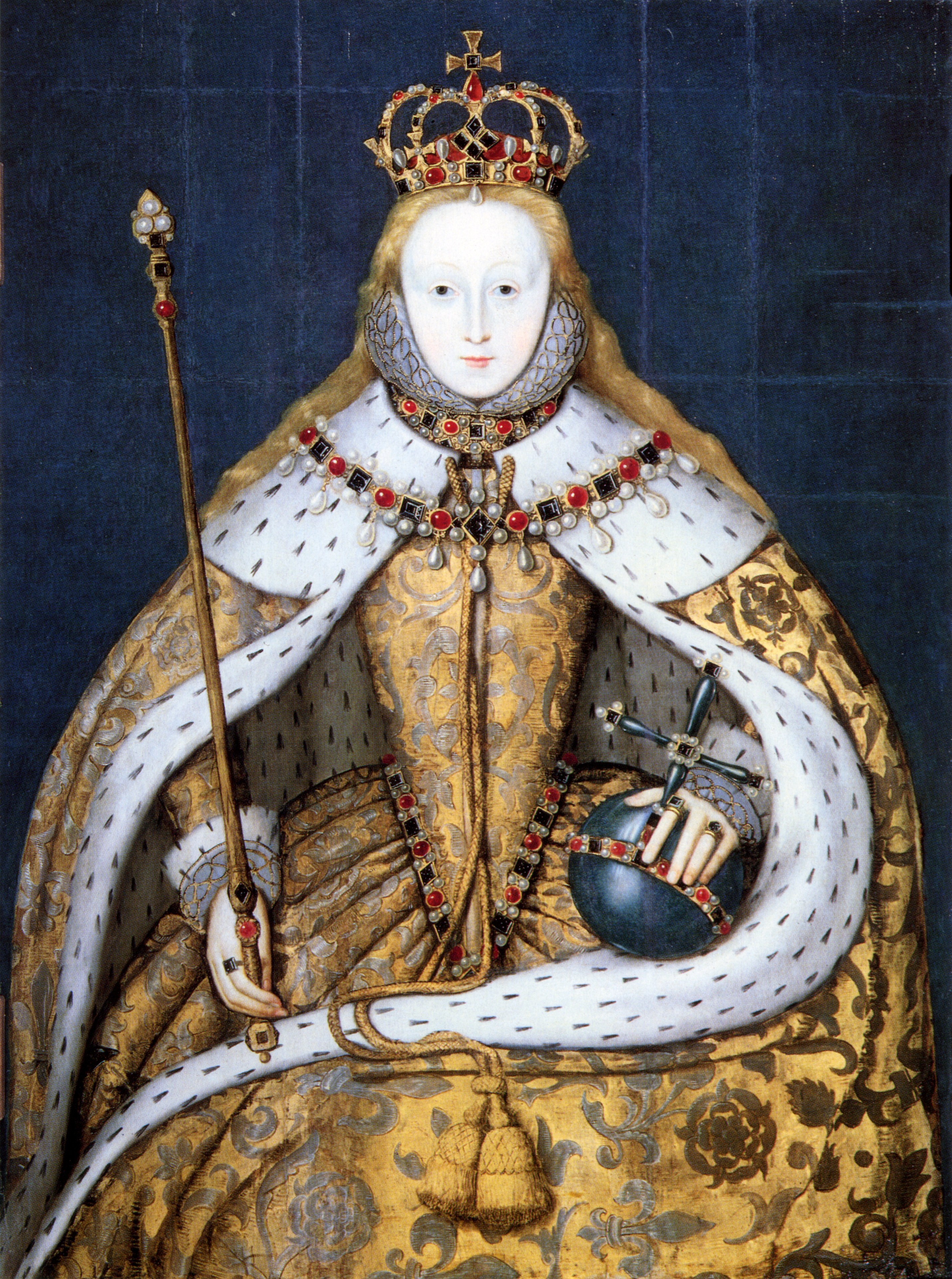
Elizabeth I in kroningsgewaad.

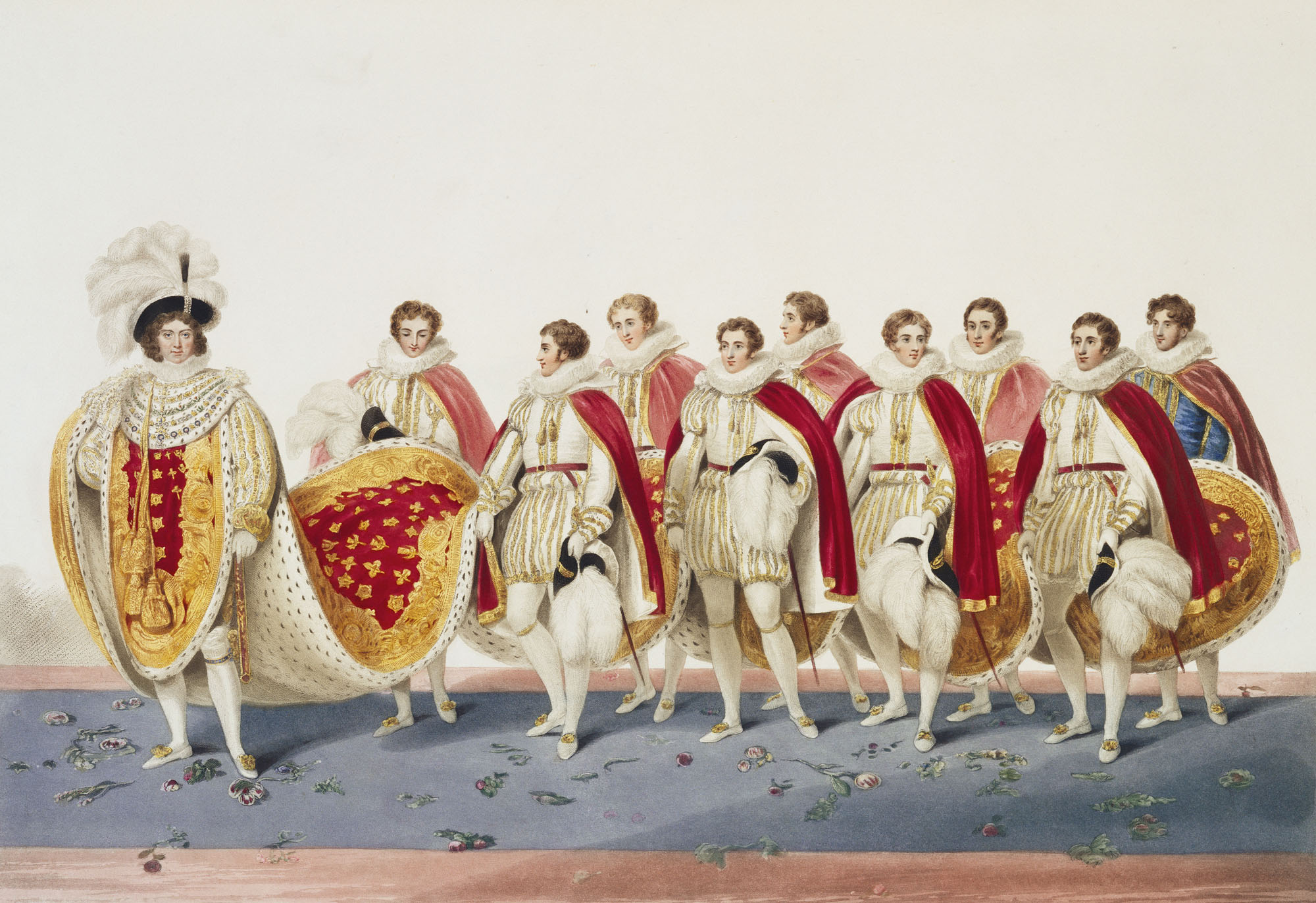
George IV bij zijn kroning. Negen graven droegen de sleep van de mantel.

De Engelse kroningsmantel ontwikkelde zich tot deze door Victoria en haar opvolgers gedragen mantel.

De kroningen van de Engelse en Britse koningen zijn met zeer veel ceremoniën en wisselingen van kleding verbonden. In de afgelopen eeuw heeft men zich vooral laten inspireren door het ceremonieel bij de Habsburgers en de Pausen. Er zijn daarom meerdere (hermelijnen) mantels in gebruik.
De oudste portretten van Engelse koningen laten hen in met bont gevoerde mantels zien. Een van de oudste waarheidsgetrouwe portretten van een Europese koning, dat van Richard II van Engeland, laat een rode met hermelijn gevoerde mantel zien. Koningin Elizabeth I werd als pas gekroonde Engelse koningin geportretteerd in een rijkgeborduurde goudkleurige mantel die nog niet lijkt op de latere kroningsmantels en ook verschilt van de die van Richard II.
Willem III draagt op het kroningsportret dat Godfrey Kneller maakte een breed openvallende met hermelijn gevoerde roodzijden mantel. Daaronder is rijke, met hermelijn bezette onderkleding te zien.
De "Parlementaire robe" waarin de koningin in de 21e eeuw het Parlement opent is op de keper beschouwd geen kroningsmantel maar heeft wel hetzelfde model.
Tijdens de kroning van een koning of koningin van het Verenigd Koninkrijk draagt de koning een korte "Robe Royal" of "Pallium Regale" met zilveren geborduurde kronen, nationale symbolen als rozen, distels, klavers en narcissen en zilveren adelaars op de vier hoeken. Verder zijn er kledingstukken als de liturgische "Stole Royal" of "armilla", een met juwelen bezette over de schouders gedragen stola en een korte purperen jas die tijdens het tweede deel van de ceremonie worden gedragen.
De gekroonde en gezalfde koning of koningin verlaat de kerk in een mantel met een zeer lange door acht heren of dames gedragen sleep. Koning George IV had wanneer men de afbeelding mag geloven negen heren, allen graven, aangezocht om de loodzware sleep van zijn mantel te dragen. Deze kroningsmantel wordt de Imperial Robe ("keizerlijke mantel") genoemd en is van purperen zijde afgezet met Canadese hermelijn en gevoerd met Engels satijn.
Wanneer een koning wordt gekroond, zal zijn echtgenote worden gekroond als niet-regerend queen consort. Ook zij zal dan een kroningsmantel met een lange sleep dragen. Omgekeerd zal een prins-gemaal niet worden gekroond en alleen de mantel van zijn adellijke rang dragen. Prins Philip was in 1953 tijdens de kroning van zijn vrouw gehuld in de mantel van een hertog.
Alle aanwezige edellieden en hun echtgenotes droegen bij de kroningen, laatstelijk bij die van Elizabeth II, zeer kostbare gewaden die "coronation robes" worden genoemd. Deze verschillen van de ieder jaar bij de opening van het parlement gedragen "parliamentary robes" door hun kostbare stof, hermelijn, en details. Het is niet bekend of men bij de volgende kroning weer dergelijke mantels zal dragen maar zij zijn zo kostbaar dat de aanschaf voor veel edellieden een zware financiële last zal zijn.

## De Franse kroningsmantel

Lodewijk XIV, door Hyacinthe Rigaud.

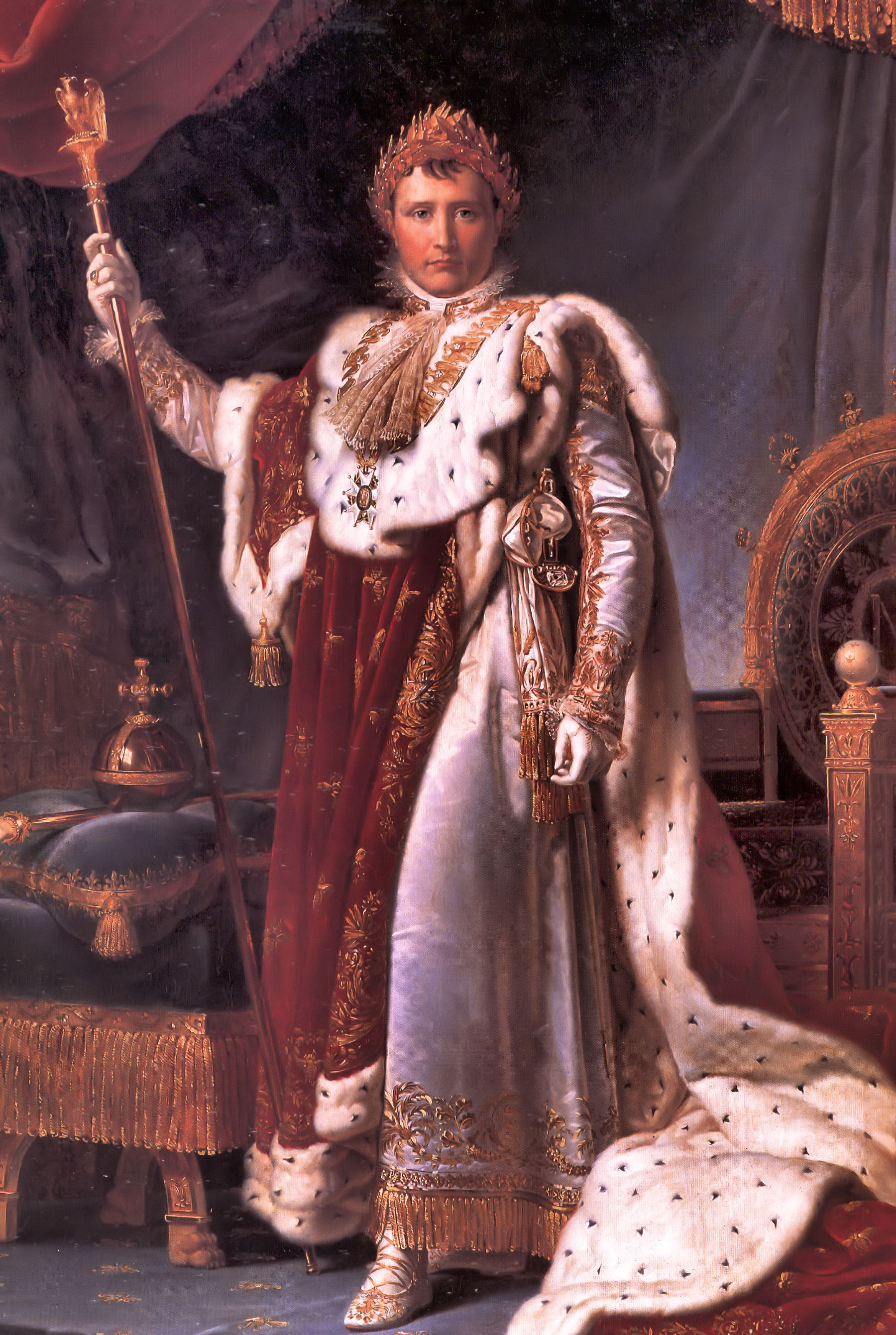
Keizer Napoleon I.

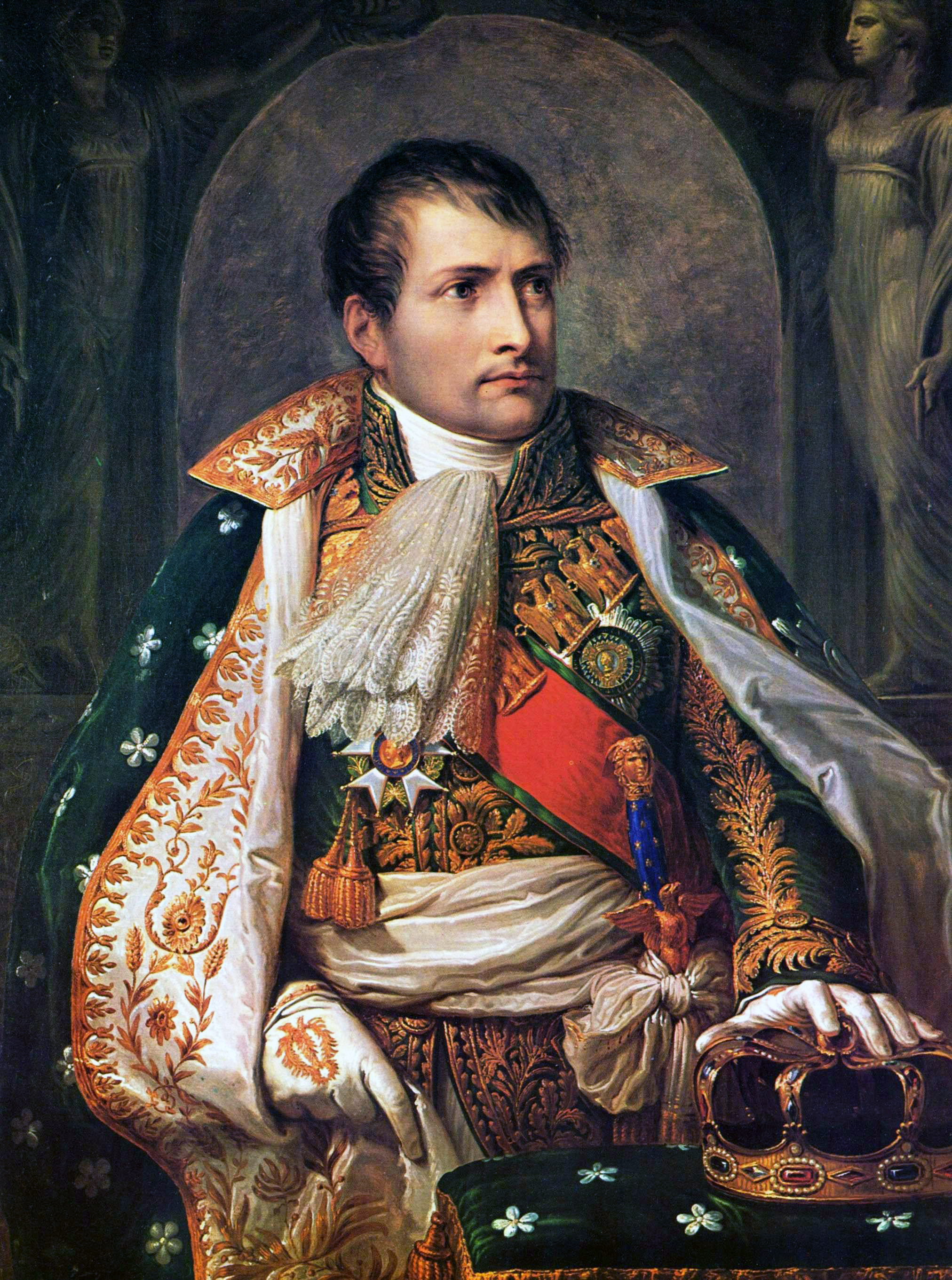
Napoleon, koning van Italië.

De Franse koningen droegen tijdens en na hun kroning een lange blauwe fluwelen mantel met hermelijnen voering. De mantel werd in de loop der tijd steeds langer wanneer we afgaan op portretten van Lodewijk de Heilige met zijn korte mantel en de drie laatste Lodewijken van voor de revolutie met hun lange sleep. De mantels werden met tientallen geborduurde gouden lelies bezet.
Lodewijk XIII is de eerste vorst die een keten van een ridderorde, de Orde van de Heilige Geest, boven de mantel draagt. Deze draagwijze werd door zijn opvolgers nagevolgd.
De mantels van voor de Franse Revolutie gingen verloren maar in 1823 werd Karel X met alle oude ceremoniën gekroond. De nu in Reims bewaarde koningsmantel is misschien door hem gedragen, maar het kan ook een speciaal voor begrafenissen vervaardigde mantel zijn. Wanneer een gestorven Franse vorst werd bijgezet werd zijn kist immers met een goudgeborduurde mantel bedekt.
De laatste maal dat dit gebeurde was bij de bijzetting van Lodewijk XVII wiens hart in 2000 in de koninklijke grafkelder van Saint Denis werd geplaatst. Zoals de traditie dat voorschreef was ook toen de kleine kist bedekt met een mantel met gouden lelies en een koningskroon.
Napoleon I moest voor zijn kroning een ritueel bedenken dat recht deed aan de eeuwenoude tradities van de koningskroningen en toch duidelijk verschilde van de kroningen van de Bourbons. Op eigen tradities kon de Corsicaanse edelman daarbij natuurlijk niet terugvallen. Hij koos voor een lange rode mantel met sleep die met gouden bijen, symbool van de Merovingische koningen, was bezaaid. De stijl was niet zwierig en barok, zoals bij de mantels van de laatste Bourbons het geval was, maar zij was classicistisch en martiaal.
Onder de zware mantel werd een wit, met gouden acanthusbladeren op de zoom geborduurd onderkleed, een variant op de middeleeuwse dalmatiek van goudkleurige stof, gedragen. Napoleon droeg onder zijn kroningsmantel niet het voor koningen gebruikelijke "Zwaard van Karel de Grote" waarmee de koningen zich hadden laten portretteren, maar een elegante sabel met een met juwelen bezet gevest.
De keizerin, Joséphine de Beauharnais, werd in dezelfde plechtigheid tot Keizerin der Fransen gekroond. Ook haar rode zijden kroningsmantel was met hermelijn gevoerd en had een lange sleep. Deze zware en onhandelbare mantel moest door meerdere dames gedragen worden. Napoleon droeg deze eervolle taak op aan zijn zusters maar deze protesteerden hevig. Joséphine was bij de clan der Bonapartes niet geliefd en zij vonden de taak beneden hun waardigheid. Uiteindelijk werd een compromis gevonden; de Bonaparte-prinsessen droegen de sleep van de keizerin maar zij hadden op hun beurt ieder een iets minder lange sleep die ook weer door enige dames werd gedragen.
De Franse kroningsmantels van Napoleon en Joséphine zijn niet bewaard gebleven maar aan de wel bewaard gebleven Beierse koningsmantel uit 1810, een kopie van de Franse mantel, kan men nog zien hoe de napoleontische mantel eruit moet hebben gezien. Volgens een overlevering waren de mantels zo zwaar dat Napoleon bijna onder het gewicht bezweek. Hij droeg boven de mantel ook nog een zware gouden keten van zijn Legioen van Eer.
Als koning van Italië bezat Napoleon ook een kroon en andere regalia. Napoleon koos voor een korte groene koningsmantel met vijfpuntige zilveren bloemen en een grote zilveren ster op de linkerschouder. De mantel werd met wit satijn gevoerd. Ook deze mantel is niet bewaard gebleven.
Lodewijk XVIII van Frankrijk droeg een kroningsmantel die niet wezenlijk van die van zijn broer Lodewijk XVI en grootvader Lodewijk XV verschilde. Zo werden de legitimiteit en het reactionaire karakter van de restauratie van het Huis Bourbon geïllustreerd.
Toen Karel X in 1830 door de bevolking van Parijs werd verjaagd, werd op een plein in Parijs een groot vreugdevuur ontstoken waarop de "symbolen van de monarchie" werden verbrand. Op tekeningen zien we een troon en lappen op deze brandstapel in vlammen opgaan. Misschien werden toen ook oude kroningsmantels verbrand. Na 1830 zijn er in elk geval geen kroningsmantels meer gedragen in Frankrijk.
Lodewijk Filips, de "Burgerkoning", en Napoleon III werden niet gekroond. Zij bezaten ook geen kroningsmantels.

## De Hongaarse kroningsmantel
De in Boedapest bewaarde Hongaarse koningsmantel is, net als de Stefanskroon, al zo oud dat men naar de herkomst alleen kan gissen. De mantel is opvallend groot en werd, zo schreven tijdgenoten, door de Koningin en haar dames voor De Heilige Stefanus, die in 1030 tot koning der Magyaren werd gekroond, geborduurd. Op de rug staat een portret van de koning met een kroon die niet de huidige Stefanskroon lijkt te zijn. Op de zoom identificeert een geborduurde tekst de mantel als het liturgische gewaad van een bisschop. Misschien was de mantel al ouder en is hij voor de kroning van de eerste christelijke Hongaarse koning aangepast. Ook is het mogelijk dat de koning, net als andere tijdgenoten, het koningschap als een sacraal ambt opvatte en een priesterlijke positie wou innemen. De mantel is nu bijna 1000 jaar oud en zeer sterk verkleurd. De stof is uiterst kwetsbaar.

## De Noorse kroningsmantels
In 1846 liet het Noorse parlement nieuwe kroningsmantels maken. Er werden vier rode zijden mantels vervaardigd die alle met hermelijn werden gevoerd. De twee prinselijke mantels zijn met open prinselijke kronen of diademen van verguld zilverdraad geborduurd. De twee koningsmantels zijn met gesloten beugelkronen geborduurd. De vier mantels zijn klokvormig en zij worden steeds smaller. De sleep is 365 centimeter lang en de mantels zijn ongeveer drie meter breed.
De te kronen koning en koningin liepen in een processie van Stiftsgård naar de kathedraal van Kristiania, het huidige Oslo. In de kerk legden zij hun prinselijke mantels af en werden door een minister en een bisschop gekleed met hun koninklijke gewaad. Daarmee liepen zij, met kroon, rijksappel en scepter in een plechtige optocht terug naar de Stiftsgård. De laatste kroning vond plaats in 1906 en Noorse koningen werden sindsdien alleen ingehuldigd. De vier mantels zijn desondanks wel bewaard gebleven.

## De Oostenrijkse en Lombardisch-Venetiaanse kroningsmantels

### De Oostenrijkse koningsmantel

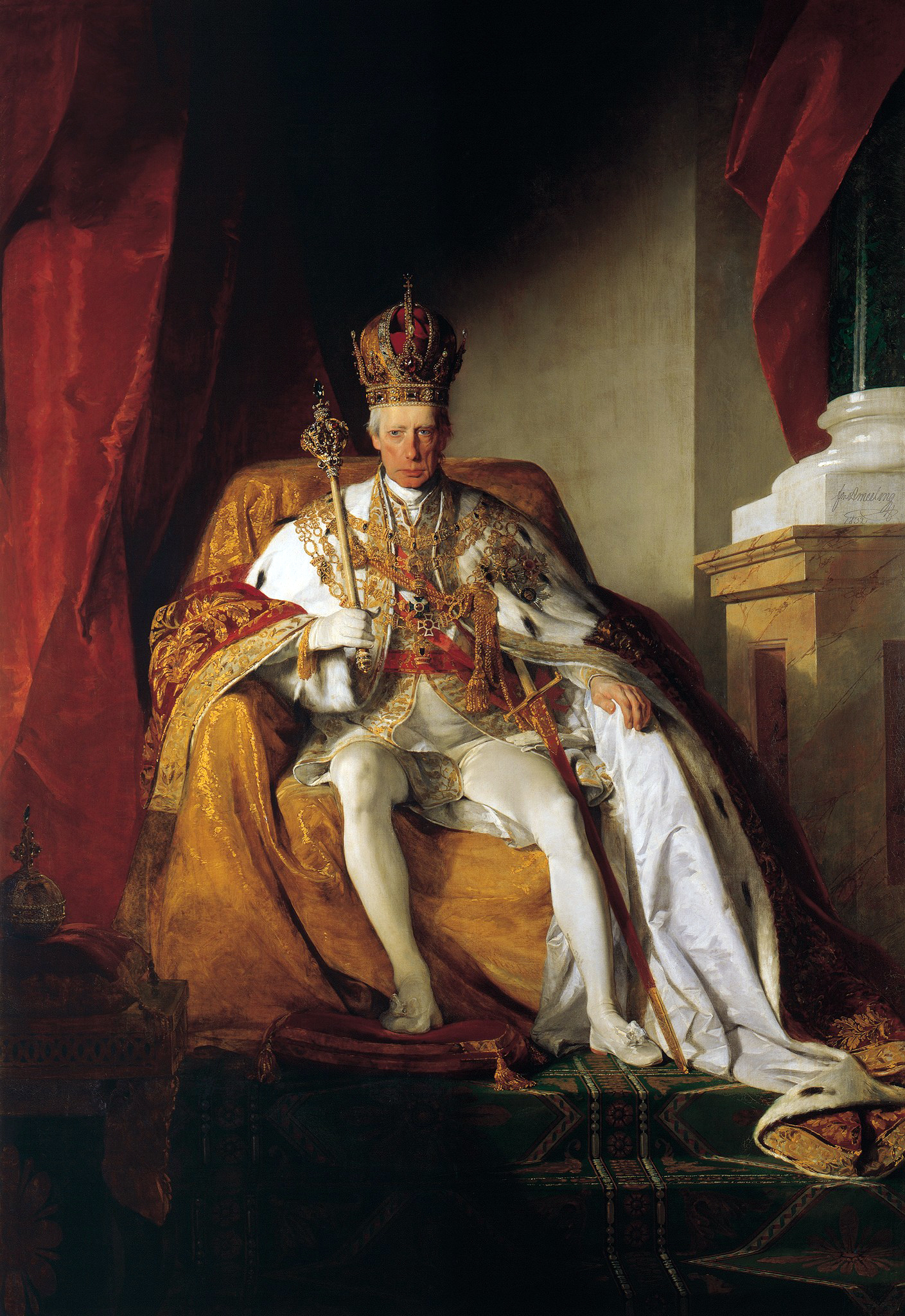
Frans I in zijn Oostenrijkse kroningsmantel.

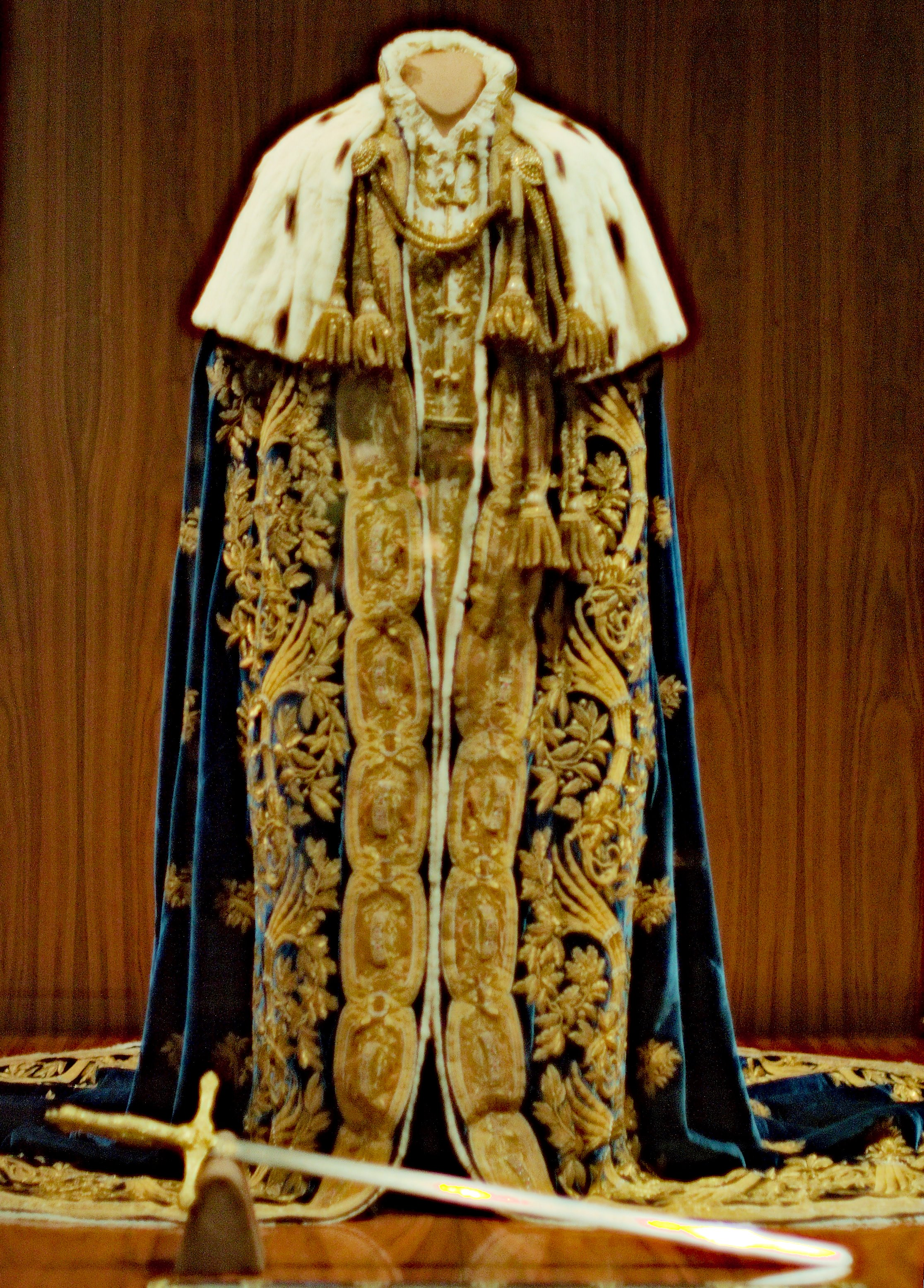
De Lombardisch-Venetiaanse kroningsmantel.

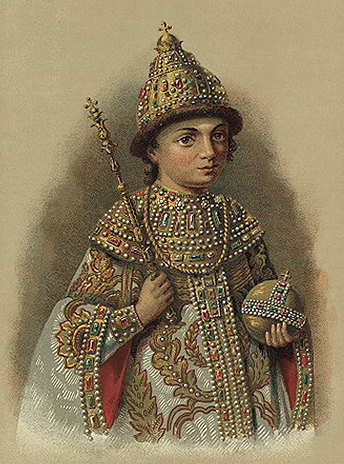
Peter de Grote werd als kind al gekroond. Dit is het traditionele gewaad van de tsaren.

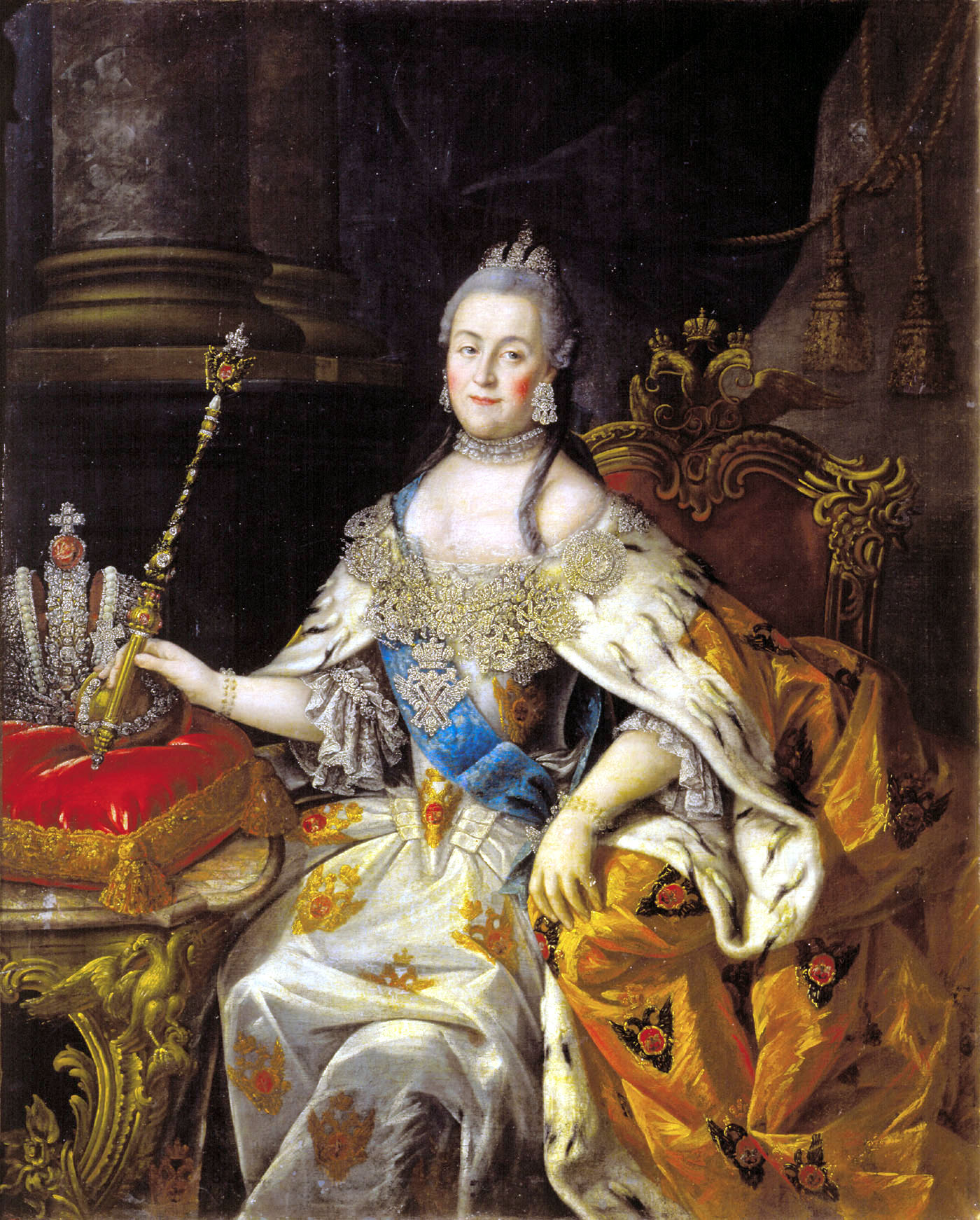
Catharina de Grote in haar kroningsmantel.

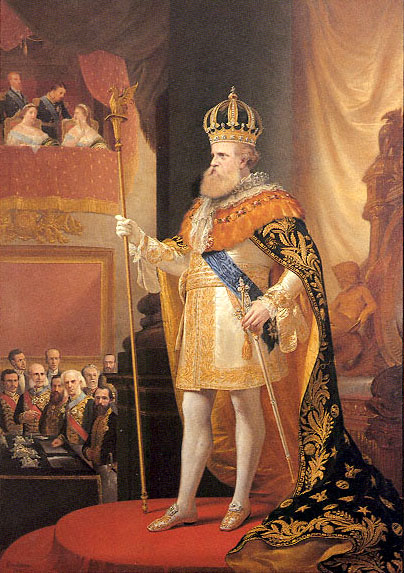
De Braziliaanse keizer Peter II.

De kroningsmantel van het in 1804 uitgeroepen keizerrijk Oostenrijk werd pas in 1830 vervaardigd. Frans I was immers al in Frankfurt gekroond als heilig rooms keizer (als Frans II) toen hij dat (gekozen) keizerrijk ophief en besloot verder te regeren als (erfelijk) Oostenrijks keizer. Er was in 1804 geen gelegenheid of animo voor een nieuwe kostbare keizerskroning. Het rijk van de Oostenrijkse Habsburgers werd nog meer dan een decennium lang belaagd door de troepen van het revolutionaire Frankrijk onder aanvoering van Napoleon I.
Het ontwerp van de kroningsmantel was van de hand van Philipp von Stubenrauch (1784-1848) en de Weense meesterborduurder Johann Fritz borduurde de gouden eiken- en lauwertakken langs de randen en de tientallen heraldische gouden Oostenrijkse adelaars op de roodzijden mantel. De snit is zeer traditioneel barok gehouden. Hier is immers geen sprake van een middeleeuwse mantel met grote geborduurde figuren zoals de Duitse keizers die droegen. Evenmin werden nieuwe wegen in vormgeving en versiering ingeslagen. De Britse en ook de uit de 17e eeuw stammende Boheemse mantels met hun symmetrische versiering lijken model te hebben gestaan.
Afwijkend van de Boheemse mantel is de gouden zoom. Die sluit aan bij de traditie van de middeleeuwse kroningsmantels. De pelerine is van het gebruikelijke winterbont van hermelijnen maar de voering is van glanzende witte stof. Zo bleef de mantel relatief licht.
De Oostenrijkse kroningsmantel werd door de latere Keizer Ferdinand bij zijn kroning als co-regent van Hongarije gedragen. Later droeg de Hongaarse koning Frans Jozef de mantel bij zijn verlate kroning als "Apostolisch Koning van Hongarije". De mantel werd in 1916 voor het laatst gedragen door koning Karel van Hongarije, hij was ook de Oostenrijkse keizer maar in de Eerste Wereldoorlog was een kroning in Hongarije opportuun omdat dat land alleen aan de met de oude kroon van Sint-Stephanus gekroonde koningen gehoorzaamde. In Oostenrijk was een dergelijke formaliteit niet noodzakelijk om het keizerlijk gezag uit te kunnen oefenen. De mantel werd sinds het uitroepen van de Oostenrijkse en Hongaarse republieken niet meer gebruikt en wordt sindsdien in de Hofburg in Wenen bewaard en tentoongesteld.
Wanneer Frans Jozef geportretteerd werd, liet hij zijn kroningsmantel of vaker nog de mantel van de Orde van het Gulden Vlies op een paspop plaatsen. De mantels en ordegewaden werden na 1850 niet meer gedragen of gebruikt. Ze werden echter wel op tal van portretten afgebeeld.

### De kroningsmantel van het Lombardisch-Venetiaanse koninkrijk
De Oostenrijkse keizers uit het huis Habsburg regeerden ook Lombardije en Venetië. Voor dit in 1815 op het Congres van Wenen geproclameerde Lombardisch-Venetiaanse Koninkrijk kon een eeuwenoude kroon, de IJzeren Kroon in de kerk van Monza worden gebruikt. Andere regalia waren niet voorhanden en voor de kroning van Ferdinand I op 6 september 1838 werd bij Johann Fritz in Wenen een nieuwe kroningsmantel besteld. Het ontwerp was wederom van de hand van Philipp von Stubenrauch. De mantel lijkt sterk op de Oostenrijkse keizerlijke kroningsmantel maar hij is van blauwe zijde. Volgens sommige bronnen zijn blauwe en oranje stof in de mantel verwerk omdat dat de kleuren van de Oostenrijkse Orde van de IJzeren Kroon zijn. De mantel is met moirézijde, gouden en zilveren borduursel en kant versierd. Die versieringen stellen medaillons met de ijzeren kroon, palmtakken, eikenbladeren en laurierbladeren voor.
De traditionele zoom van hermelijn ontbreekt. In plaats daarvan is er een brede rand van gestikt gouddraad aangebracht. De mantel wijkt ook af van het Oostenrijkse model door de sluiting met vuurgouden kwasten.
In 1859 verloren de Habsburgers hun gezag over Milaan en Lombardije en werd de slechts eenmaal gebruikte mantel naar Wenen gebracht. Daar wordt hij in de Hofburg bewaard en tentoongesteld.

## De Russische kroningsmantel
De Moskovische vorsten en tsaren droegen zware mantels die met kostbaar bont van diverse in Siberië gevangen dieren zoals sabel en nerts waren gevoerd en gezoomd en waarvan de buitenzijde in de Byzantijnse traditie met veel religieuze symbolen was geborduurd. Daarvoor werden halfedelstenen, edelstenen, parels, goud- en zilverdraad gebruikt. Op de mantels werden ook portretten genaaid zodat deze erg zwaar en stijf waren.
Tsaar Peter de Grote werd al als kind gekroond in de oude Byzantijnse rite en met de oude Russische regalia en kroningsmantel maar als volwassene koos hij voor het Russische hof vooral West-Europese vormen en symbolen. Er zijn portretten bekend van Peter de Grote in een koningsmantel die naar Frans of Engels voorbeeld lijkt te zijn gemaakt.
De tsaren weken wel af van de in West-Europa verbreide traditie om purper te dragen en kozen voor goudgele mantels met brede hermelijnen voering. De Russische kroningsmantel was bezaaid met tientallen geborduurde keizerlijke wapens. Keizer Nicolaas II was in 1896 de laatste tsaar die een dergelijke mantel droeg. Ook de van een lange sleep voorziene Russische mantel werd met hermelijn afgezet en gevoerd en moet dus bijzonder zwaar zijn geweest.
Er zijn foto's bewaard van de laatste tsaar en de tsarina die voor een hofbal ter gelegenheid van het 300-jarig bestaan van de dynastie in de oude gewaden van vóór de hervormingen van Peter de Grote zijn gekleed. Zij lijken daarop op geschilderde iconen.
Ook de tsarina, de echtgenote van de tsaar, werd gekroond en dat betekent dat ook voor haar een passende mantel moest worden vervaardigd. Uiteraard was de mantel van een keizerin-consort kleiner dan die van een regerende keizer of keizerin.
De revolutionairen hebben de regalia en de kroningsmantels van Rusland zorgvuldig bewaard en geconserveerd. De mantels en veel andere attributen zijn in het Kremlin in Moskou en in musea in Sint-Petersburg te bezichtigen.

## Andere kroningsmantels in Europa
Ook in de koninkrijken Servië, Bulgarije en Roemenië werden in de 19e en 20e eeuw kroningsmantels gebruikt. Deze waren van het gebruikelijke met hermelijn gevoerde model. De in de eerste jaren na 1900 voor de koning gemaakte Servische kroningsmantel is bewaard gebleven.
De Zweedse koningen hebben hun mantel tot het laatste kwart van de 20e eeuw gebruikt. Koning Karel XVI Gustaaf van Zweden draagt zijn blauwe en met hermelijn gevoerde mantel niet maar laat deze op een troon achter zich draperen.

## Kroningsmantels buiten Europa
Buiten Europa werden ook koningen en keizers gekroond. Een aantal heeft ook een kroningsmantel gedragen. De keizer van het Centraal-Afrikaans Keizerrijk, Jean-Bédel Bokassa, kopieerde de kroningsmantel van Napoleon I.
De Braziliaanse keizers, zij behoorden tot het Portugese koningshuis van de Bragança, droegen schitterende hermelijnen kroningsmantels naar Europees model. De mantels waren met sterren en draken (een van de heraldische insignes van de familie) geborduurd.
De met Franse steun tot keizer van Mexico benoemde Oostenrijkse aartshertog Maximiliaan is met een kroningsmantel geportretteerd. De rode mantel heeft de gebruikelijke pelerine, zoom en voering van hermelijn. Op de mantel zijn talloze gouden adelaars met een slang in de snavel afgebeeld. Dit oude Azteekse motief was ook het zinnebeeld van het moderne Mexico.
Bij de Chinese en Japanse keizers kan men niet van kroningen en dus ook niet van kroningsmantels spreken. De keizers droegen en dragen wel bijzondere gewaden.
De in 1967 gekroonde sjah Mohamed Reza Pahlevi van Iran en zijn keizerin Farah Pahlavi droegen met gouddraad geborduurde mantels tijdens hun kroning. Alleen de mantel van de keizerin is met bont, men koos voor nerts, gevoerd. De twee mantels zijn na de val van de sjah in Iran achtergebleven en worden daar bij de kroonjuwelen in de nationale bank bewaard.
De koningen van Tonga dragen tot op de dag van vandaag bij hun kroning een mantel naar Europees model.

## Galerij van kroningsmantels

Agustin de Eerste van Mexico in kroningsornaat
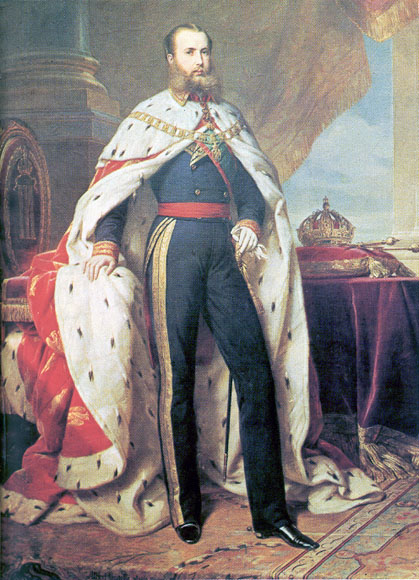
De Mexicaanse keizer Maximiliaan in de kroningsmantel van zijn wankele rijk. Dit is de uiteindelijke vorm van de konings- en kroningsmantels. De mantels zijn met hermelijn gezoomd en gevoerd. Om de hals hangt een pelerine van hermelijn.
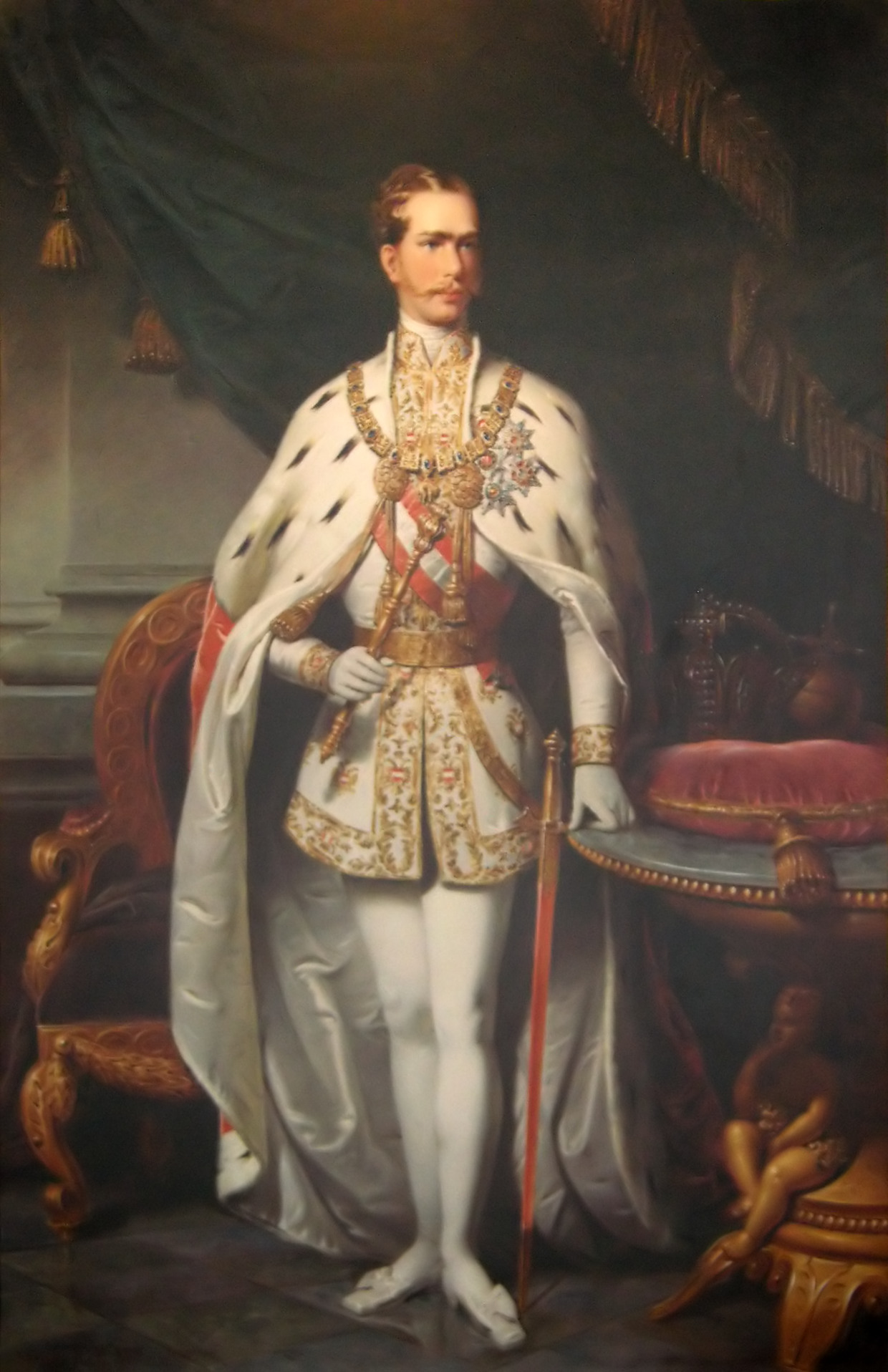
Frans Jozef I, keizer van Oostenrijk, in de Oostenrijkse kroningsmantel.
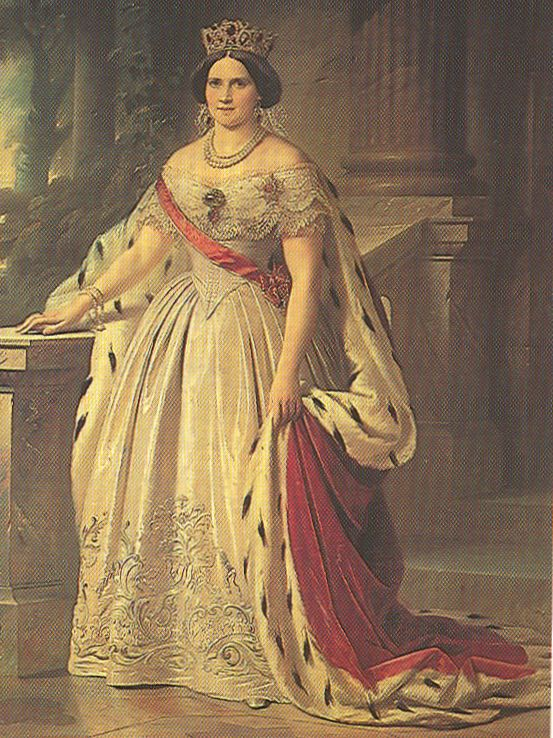
Geen koningsmantel maar wel een hermelijnen mantel. De Mecklenburgse groothertogin Auguste.
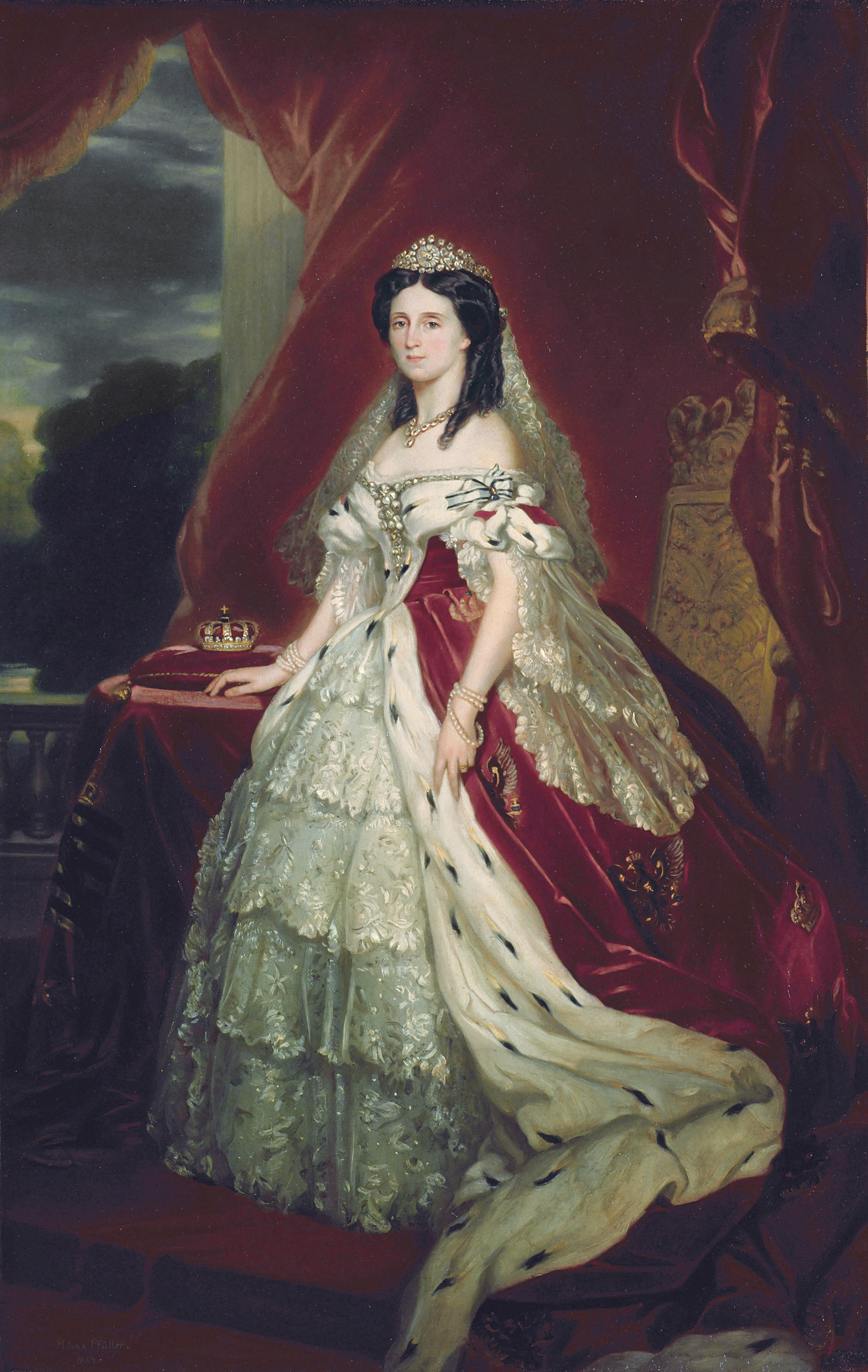
Koningin Augusta van Pruisen draagt als Pruisisch koningin een koningsmantel. Het in 1870 uitgeroepen keizerrijk Duitse Keizerrijk bezat dergelijke insigniën niet.
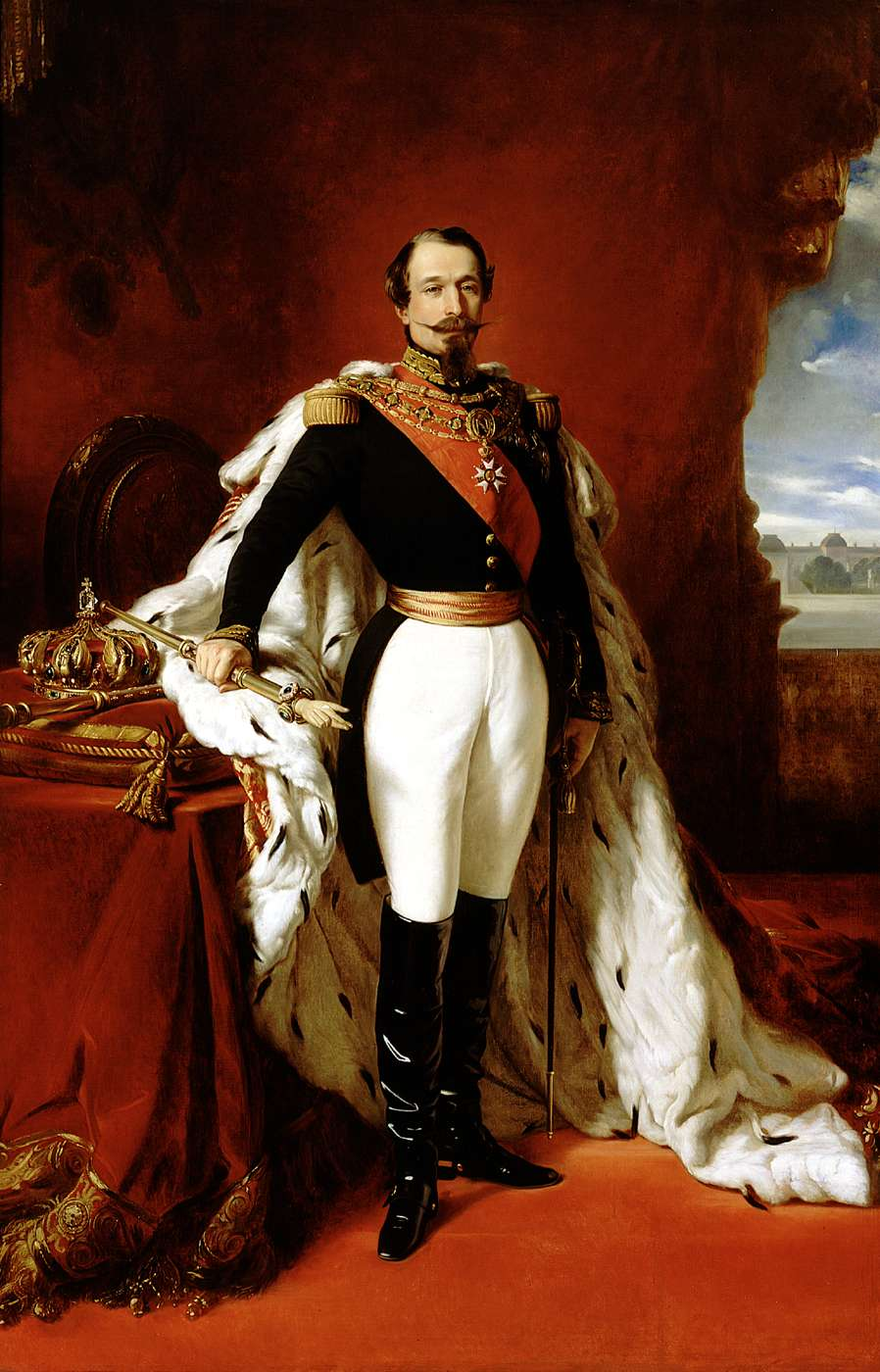
Keizer Napoleon III werd nooit gekroond. Bezat hij wel een mantel zoals dit portret suggereert?
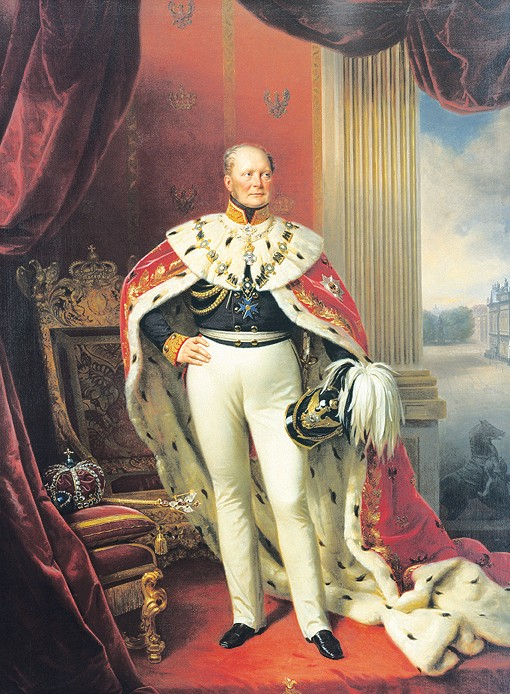
Frederik Willem IV, koning van Pruisen in de Pruisische koningsmantel.
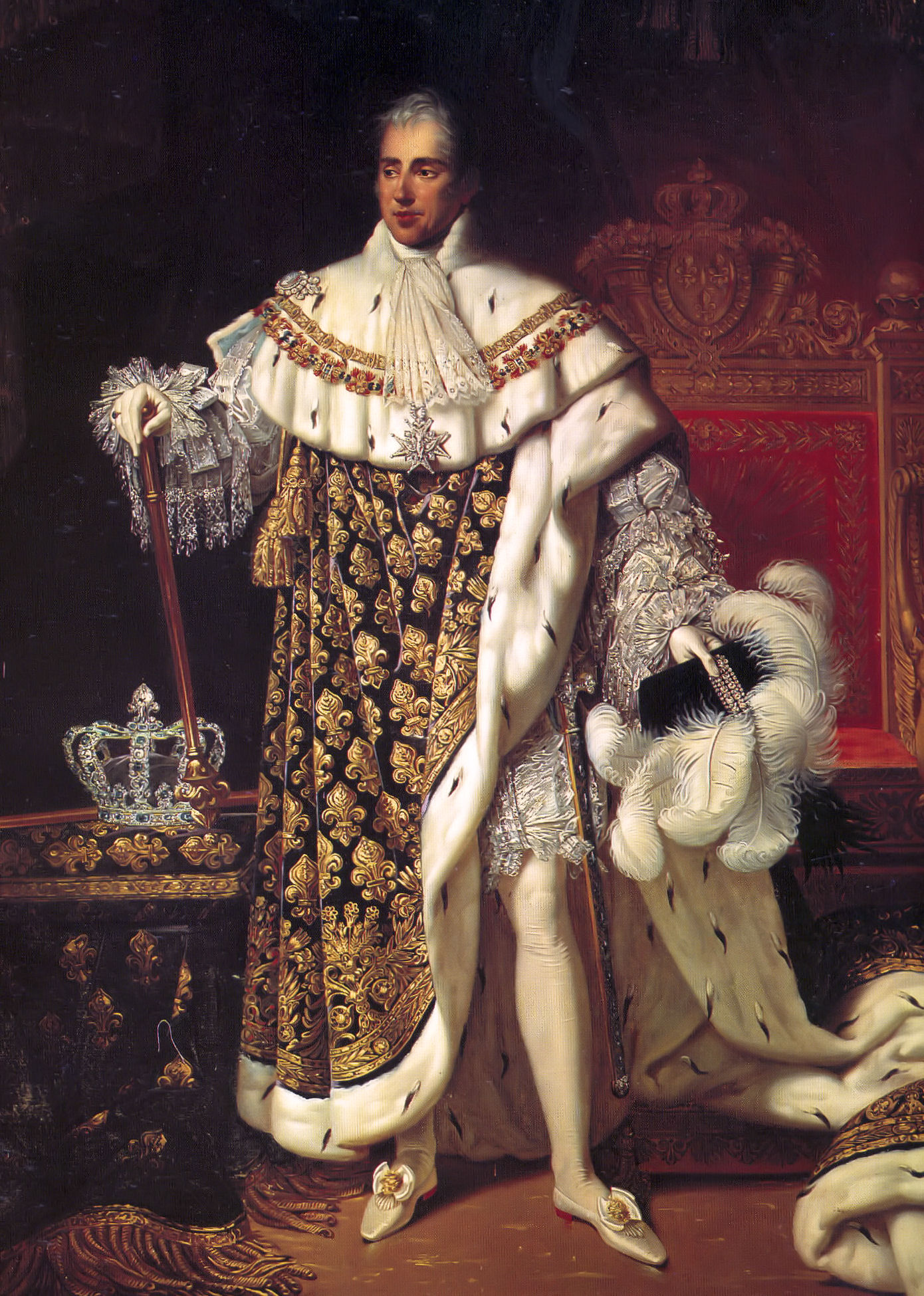
Karel X van Frankrijk na de laatste Franse kroningsplechtigheid in 1825.
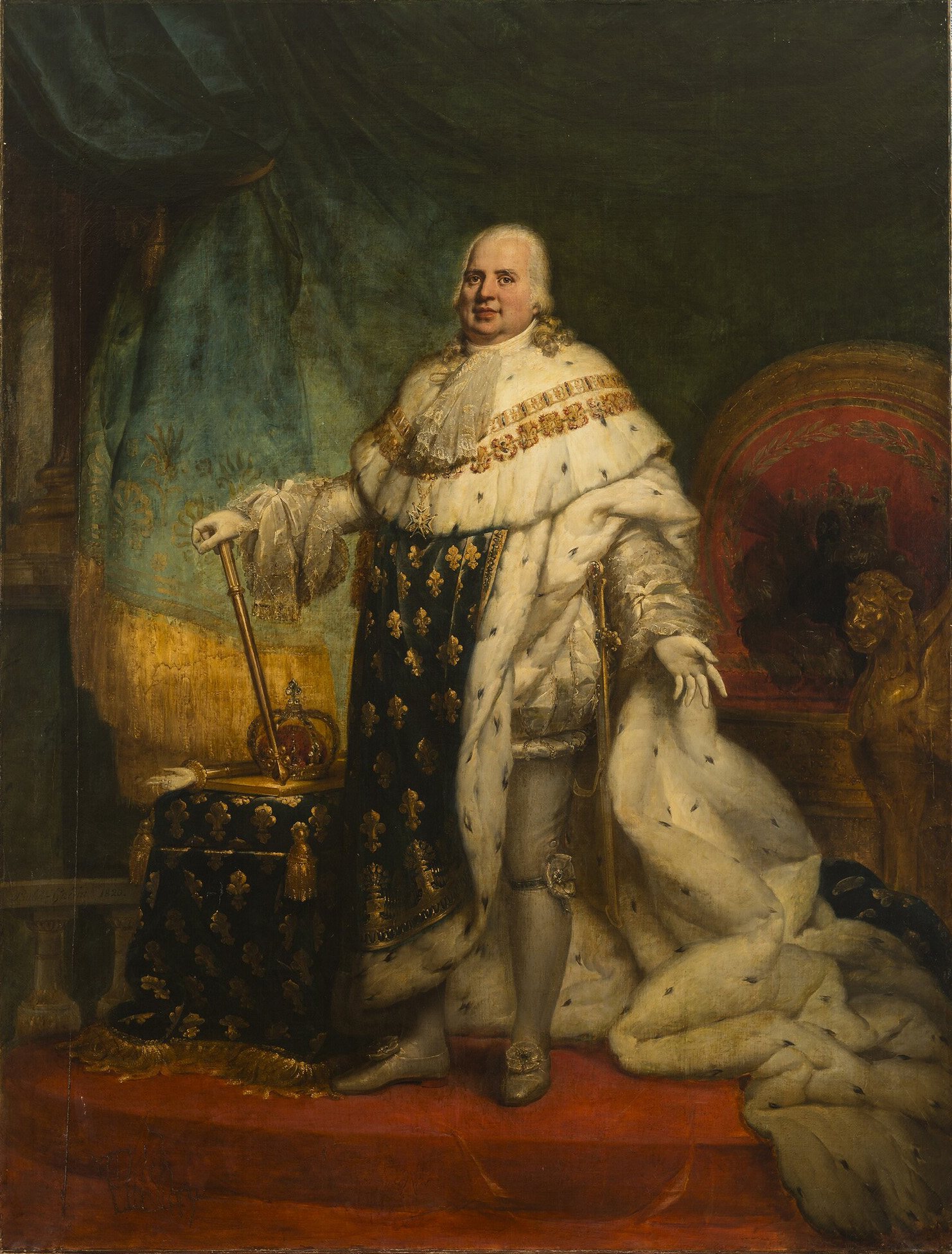
Lodewijk XVIII droeg een mantel zoals ook zijn onthoofde broer die had gedragen.
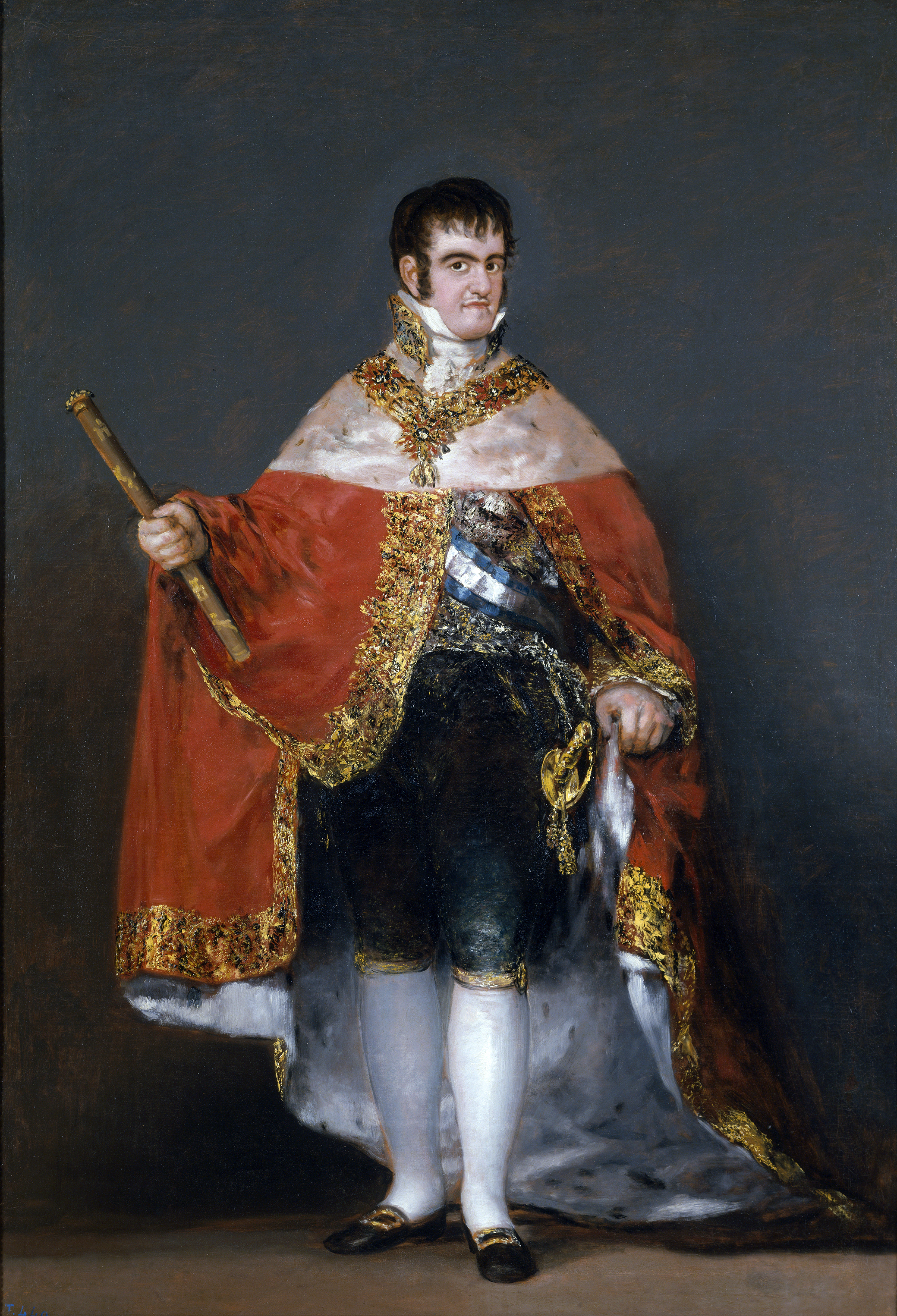
Ferdinand VII van Spanje in zijn koningsmantel
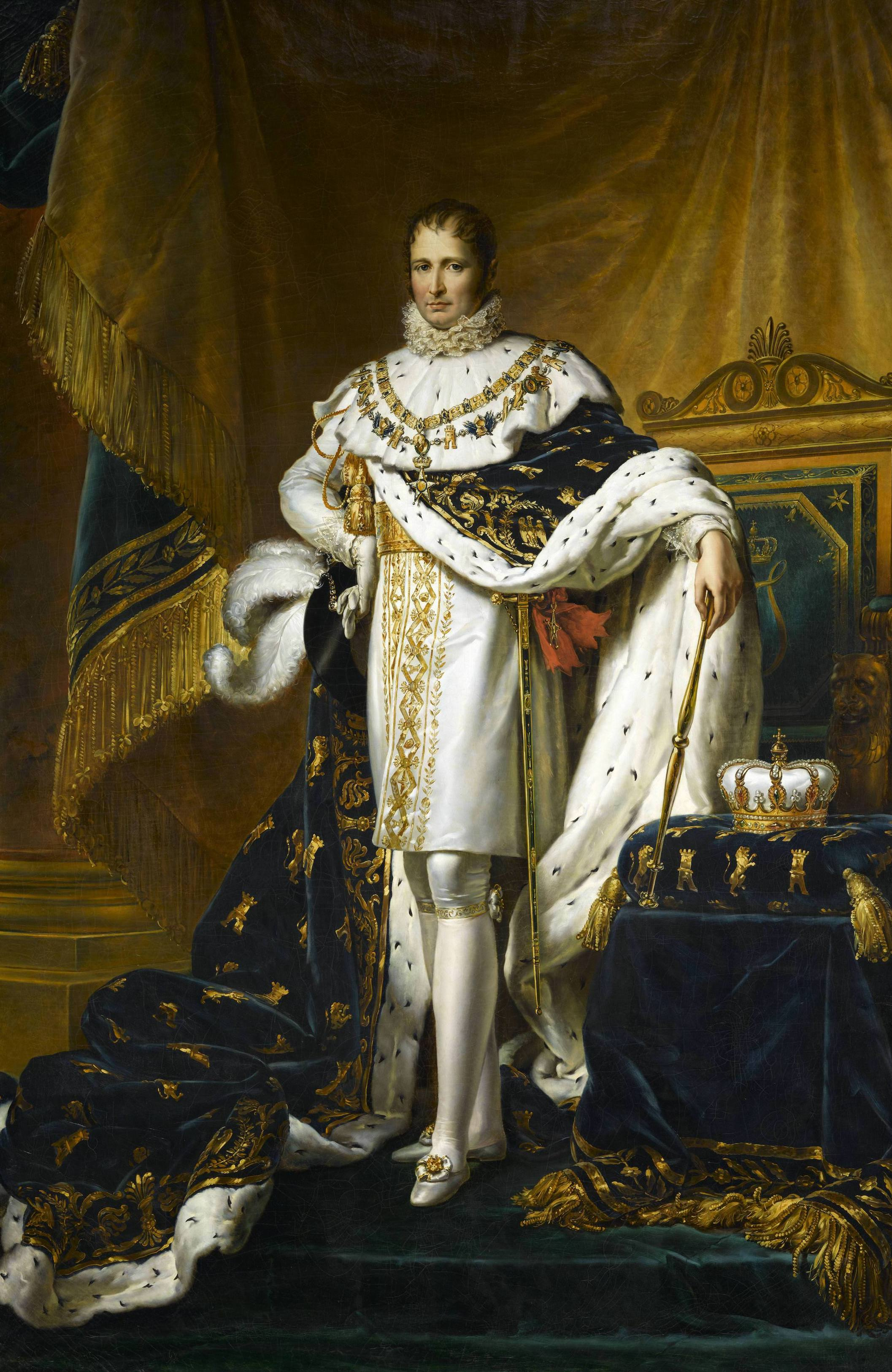
Koning Jozef Napoleon van Spanje in zijn koningsmantel.
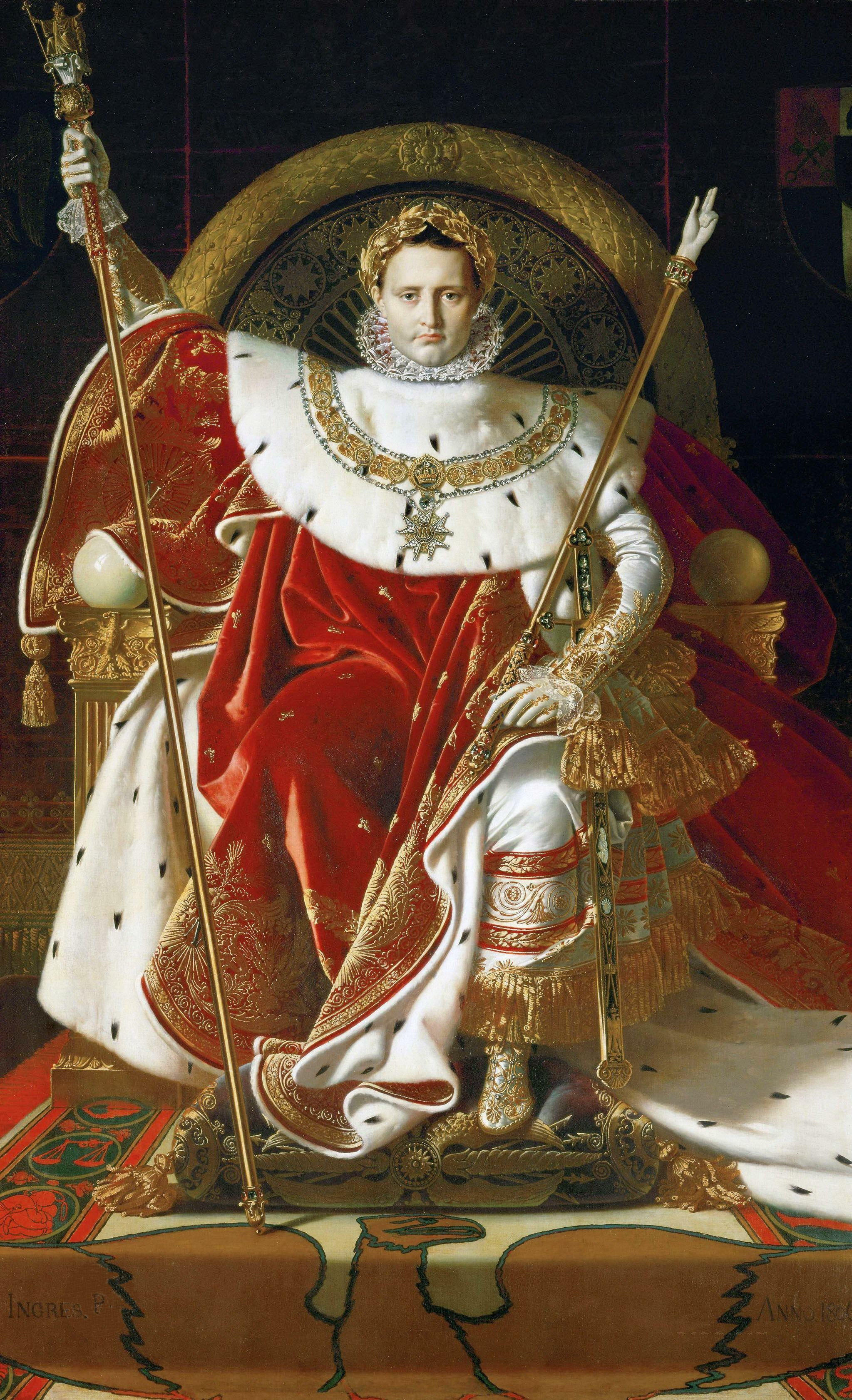
Een geïdealiseerd portret van Keizer Napoleon I laat zien dat Ingres zich bewust was van de werking van een mantel.
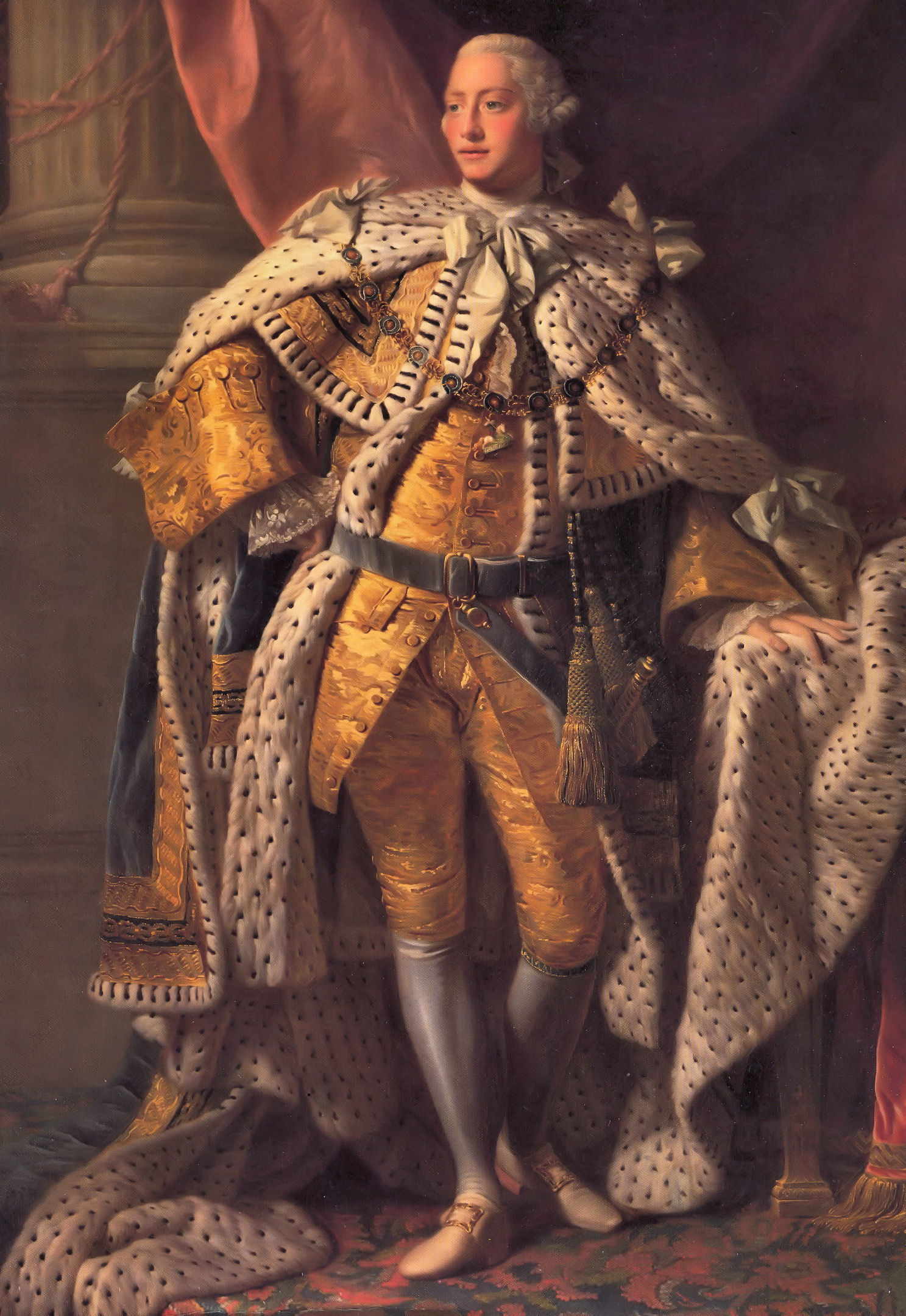
George III van het Verenigd Koninkrijk in zijn kroningsmantel.
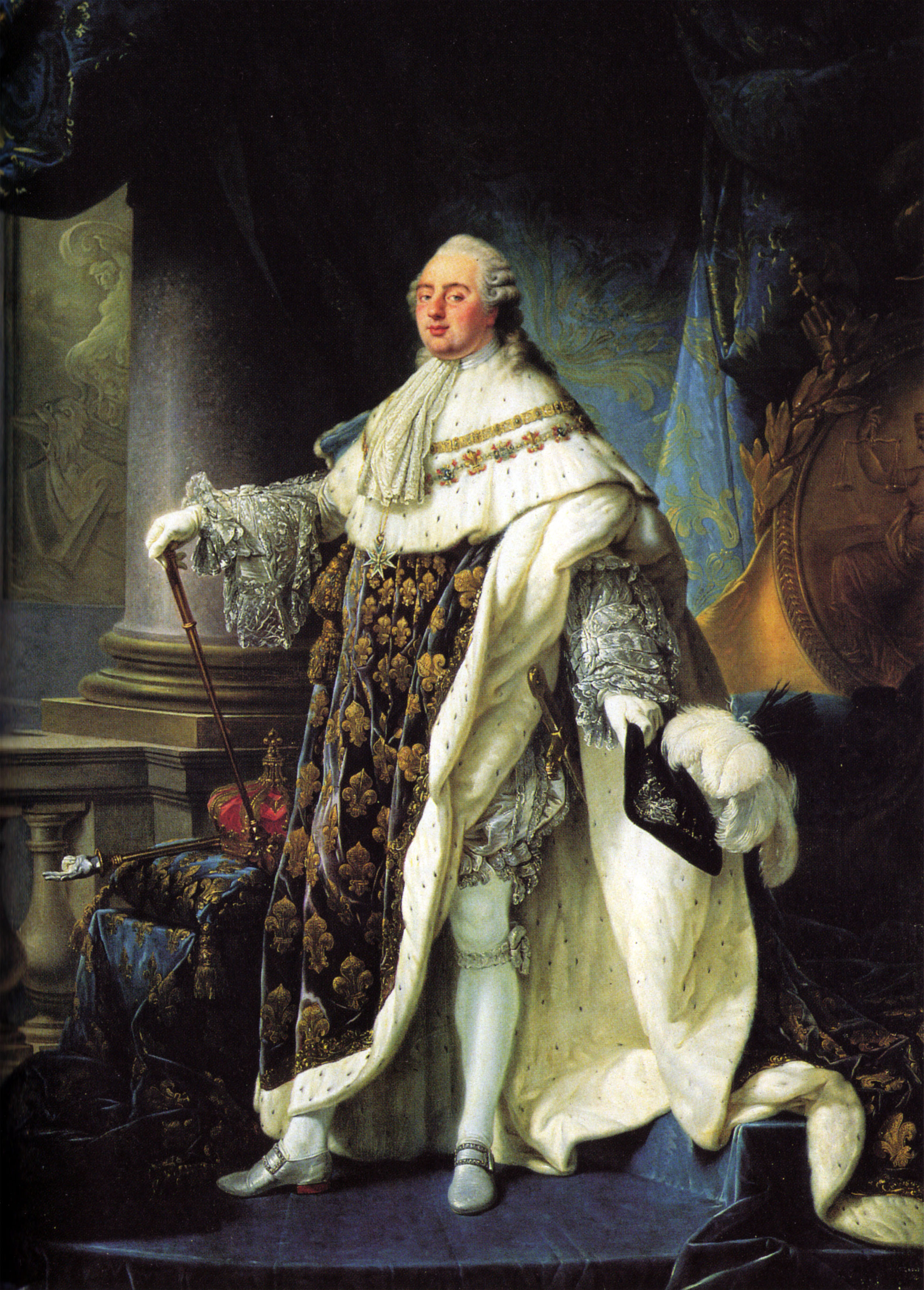
De kroningsmantels van de Bourbons veranderden tussen 1610 en 1821 niet van vorm. Dit is Lodewijk XVI.
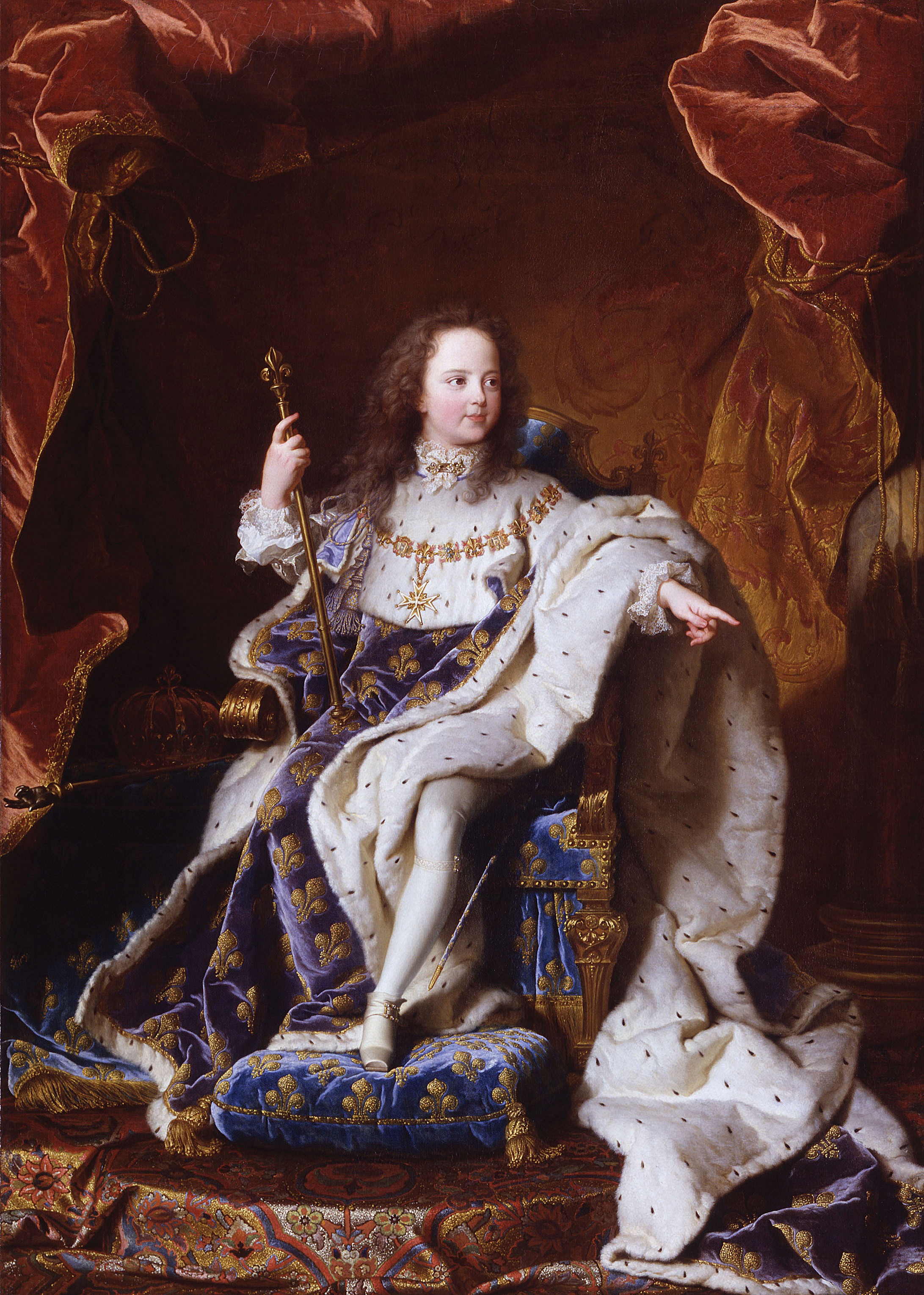
Lodewijk XV werd als kind al in een koningsmantel gehuld.
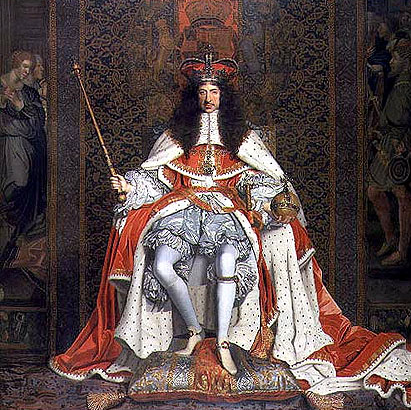
Karel II van Engeland in een rode koningsmantel.
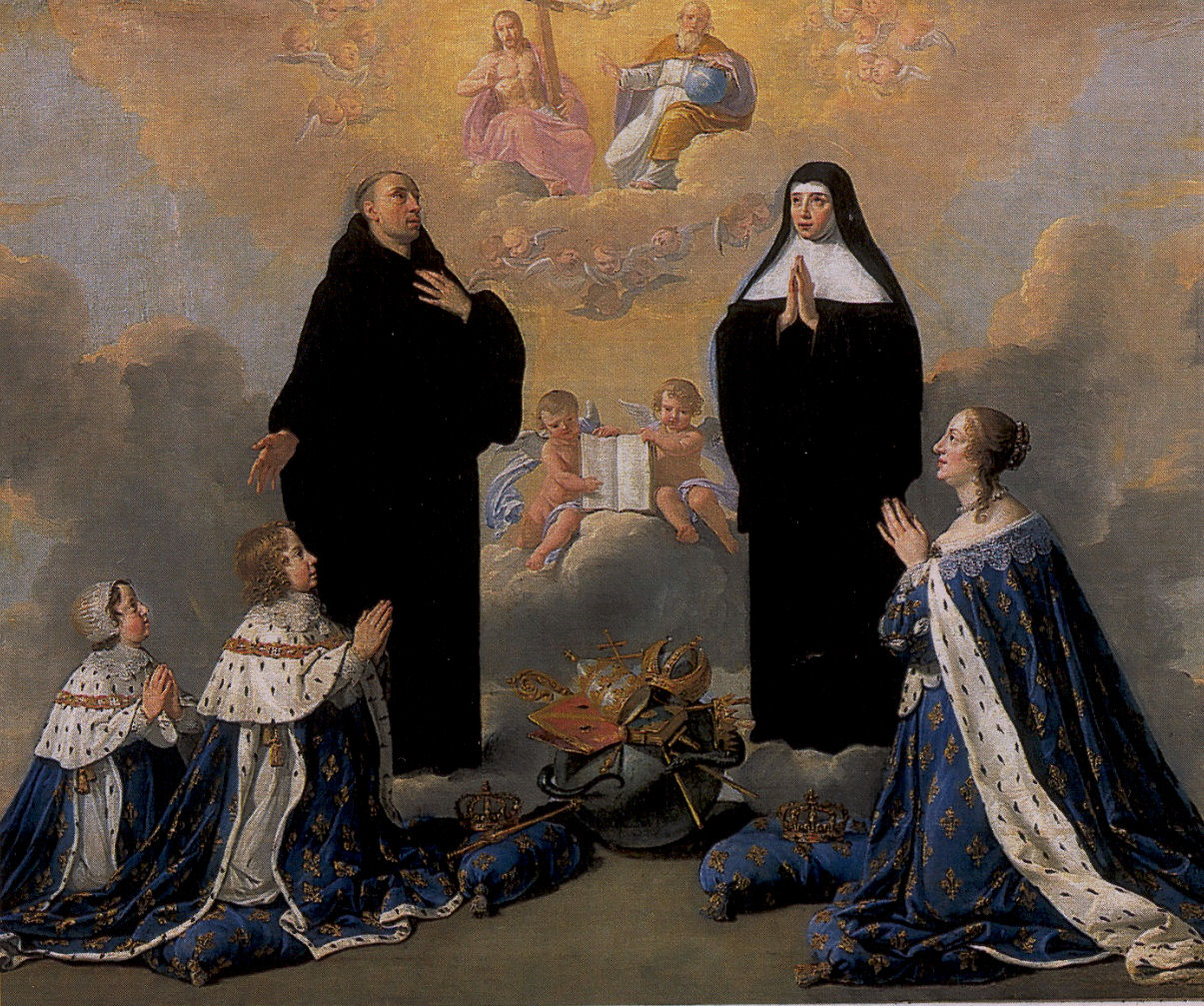
Anna van Oostenrijk draagt een koningsmantel in deze ex voto. Ook haar zonen dragen mantels.
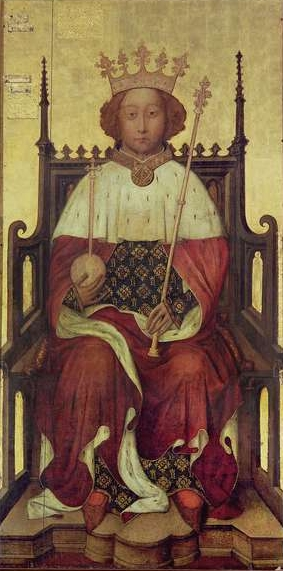
Dit portret van Richard II dateert van 1390. De kroningsmantel zal deze vorm hebben gehad. Dit is een vroeg voorbeeld van een mantel met een pelerine van hermelijn.
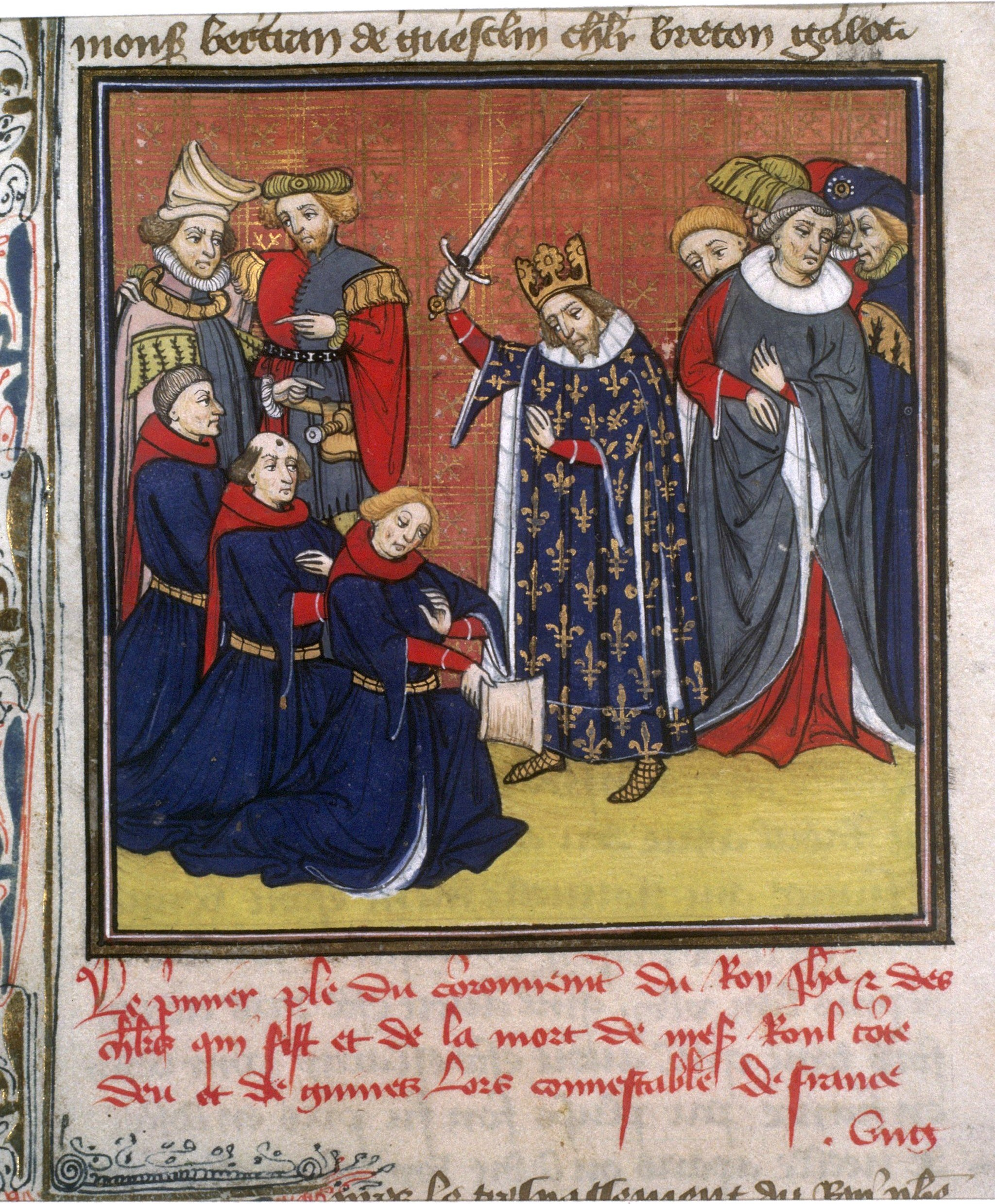
Een archetypische koning met mantel en kroon;Jan II van Frankrijk.
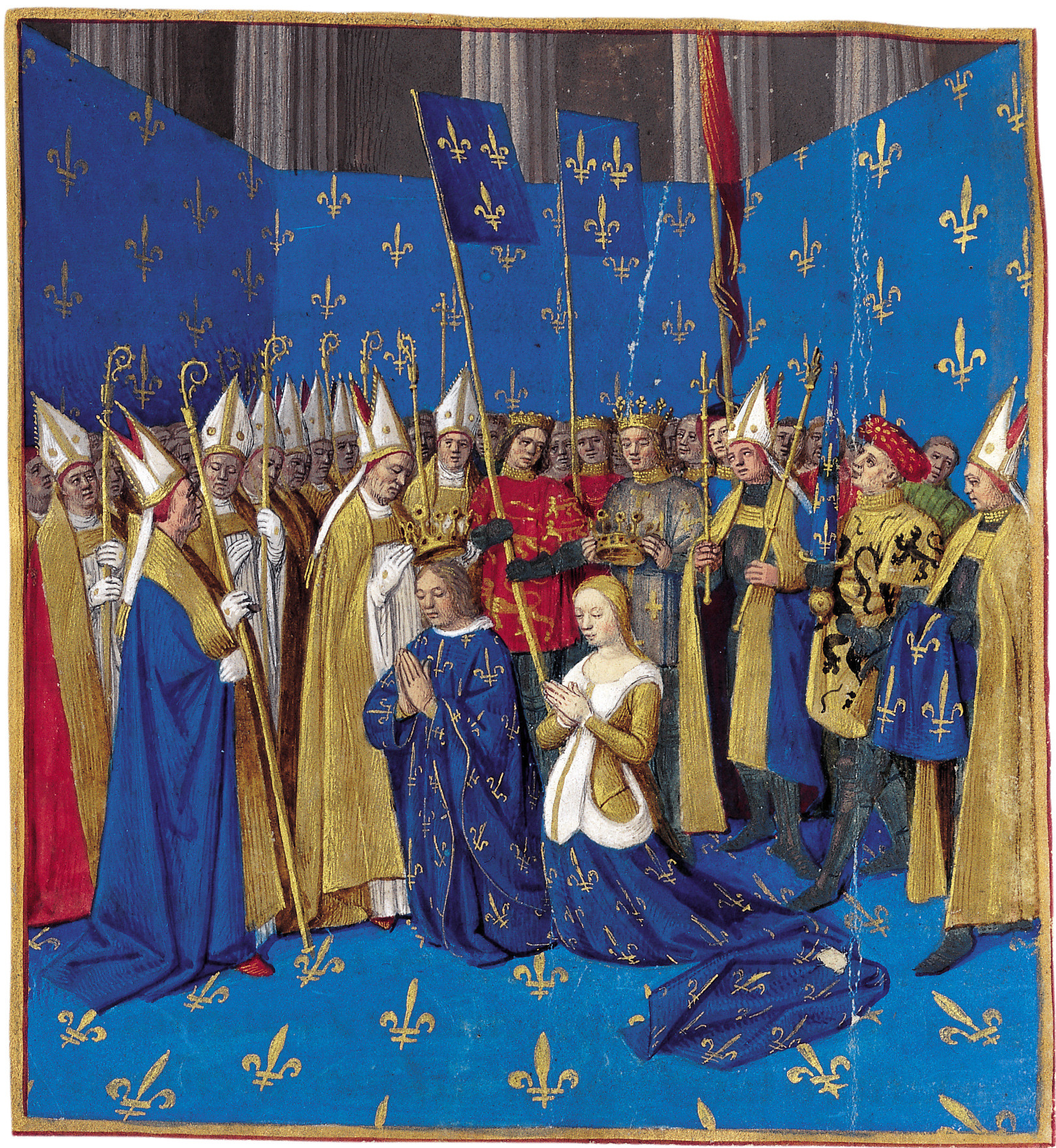
Grandes Chroniques de France, geschilderd rond 1450. Het miniatuur laat Lodewijk VIII van Frankrijk in 1223 zien maar vertelt ons meer over kroningen in de 15e eeuw toen dit miniatuur werd geschilderd.
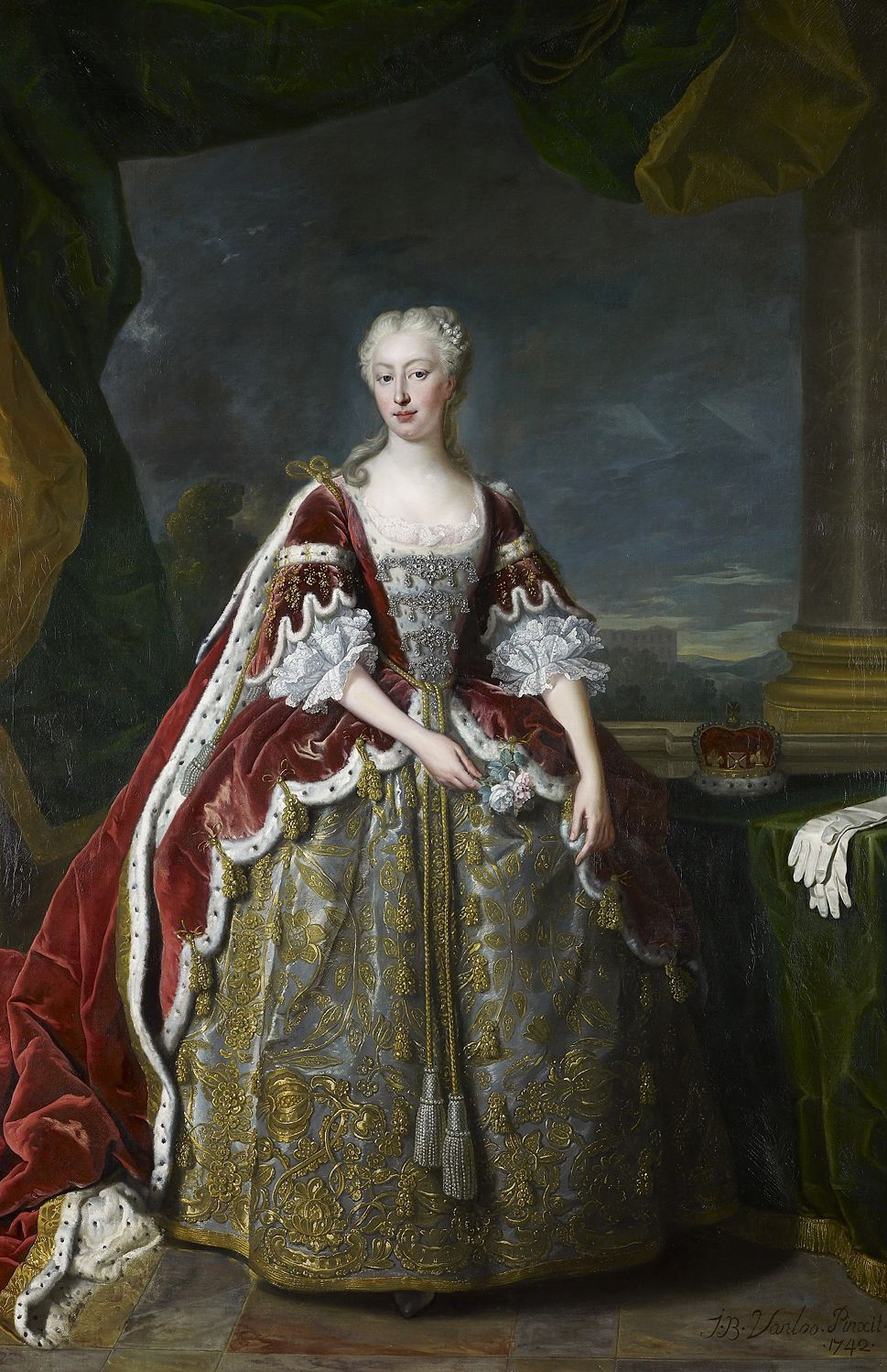
Prinses Augusta van Wales in de 18e eeuw
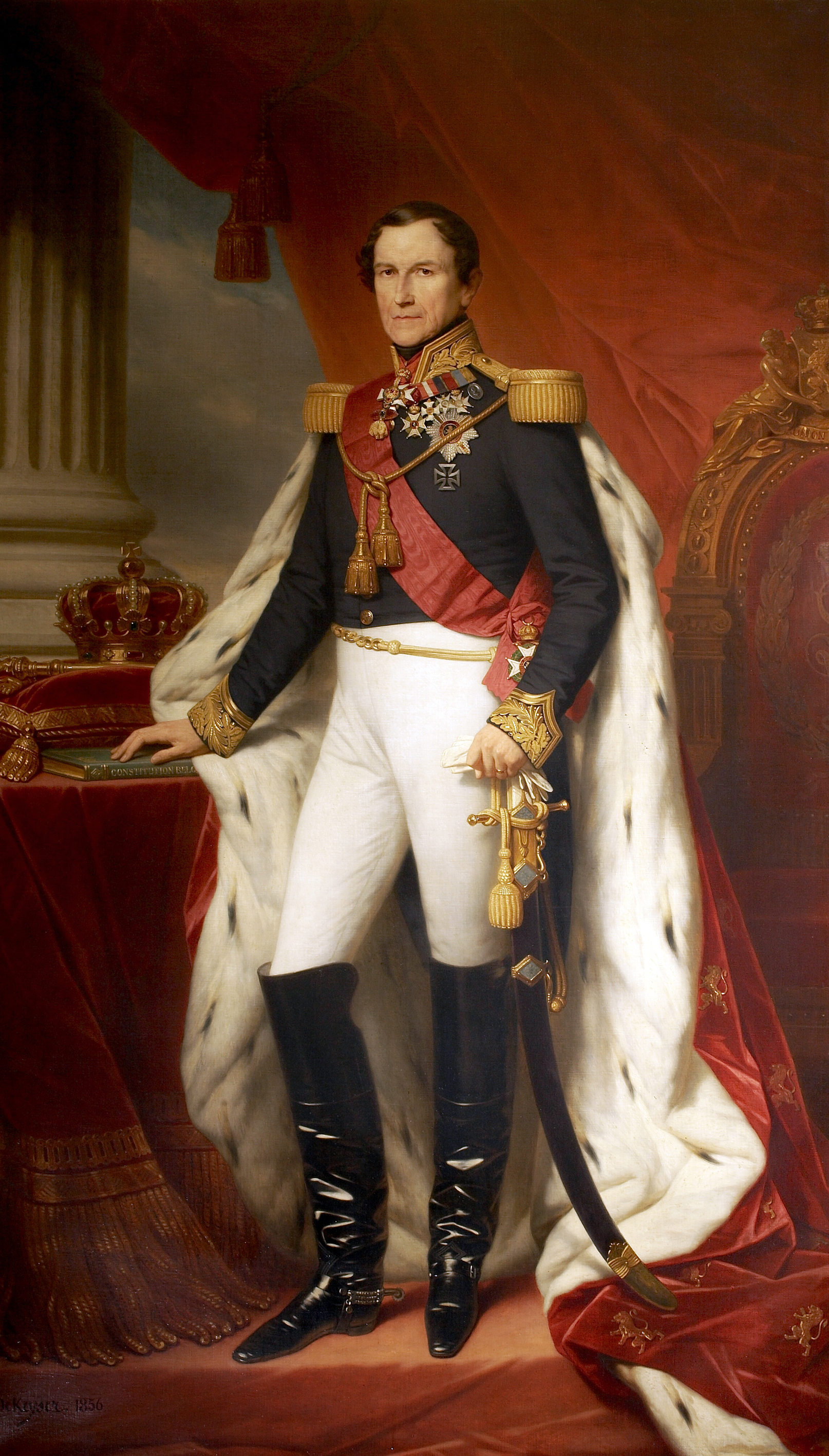
Staatsieportret van Leopold I die een hermelijnen mantel met leeuwenmotief draagt